# Filmjahr 2016
Liste der Filmjahre

◄◄ | ◄ | 2012 | 2013 | 2014 | 2015 | Filmjahr 2016 | 2017 | 2018 | 2019 | 2020 | ► | ►►

Weitere Ereignisse

## Ereignisse
- 17. September: Die japanische Comicverfilmung A Silent Voice des Regisseurs Naoko Yamada wird in japanischen Kinos uraufgeführt.

## Top 10 der erfolgreichsten Filme

### In Deutschland
Die zehn erfolgreichsten Filme 2016.
| Platz | Filmtitel                                         | Besucher (bis zum 3. Februar 2019) |
| ----- | ------------------------------------------------- | ---------------------------------- |
| 1.    | Rogue One: A Star Wars Story                      | 3.994.275                          |
| 2.    | Findet Dorie                                      | 3.921.870                          |
| 3.    | Pets                                              | 3.848.152                          |
| 4.    | Zoomania                                          | 3.845.119                          |
| 5.    | Willkommen bei den Hartmanns                      | 3.839.241                          |
| 6.    | Phantastische Tierwesen und wo sie zu finden sind | 3.539.873                          |
| 7.    | Ice Age 5 – Kollision voraus!                     | 2.925.110                          |
| 8.    | The Revenant – Der Rückkehrer                     | 2.826.629                          |
| 9.    | Deadpool                                          | 2.738.176                          |
| 10.   | Sing                                              | 2.472.119                          |

| Platz | Filmtitel                                         | Besucher 2016 gesamt |
| ----- | ------------------------------------------------- | -------------------- |
| 1.    | Zoomania                                          | 3.831.921            |
| 2.    | Pets                                              | 3.816.088            |
| 3.    | Findet Dorie                                      | 3.789.985            |
| 4.    | Star Wars: Das Erwachen der Macht                 | 3.397.099            |
| 5.    | Rogue One: A Star Wars Story                      | 3.362.768            |
| 6.    | Phantastische Tierwesen und wo sie zu finden sind | 3.146.764            |
| 7.    | Willkommen bei den Hartmanns                      | 3.079.425            |
| 8.    | Ice Age 5 – Kollision voraus!                     | 2.913.737            |
| 9.    | The Revenant – Der Rückkehrer                     | 2.826.169            |
| 10.   | Deadpool                                          | 2.711.055            |

### In Österreich
Die erfolgreichsten Filme an den österreichischen Kinokassen nach Besucherzahlen (Stand: 10. April 2017):
| Platz | Filmtitel                                         | Besucher |
| ----- | ------------------------------------------------- | -------- |
| 1.    | Pets                                              | 538.254  |
| 2.    | Findet Dorie                                      | 479.905  |
| 3.    | Ice Age 5 – Kollision voraus!                     | 438.381  |
| 4.    | Zoomania                                          | 396.739  |
| 5.    | Rogue One: A Star Wars Story                      | 386.310  |
| 6.    | Sing                                              | 363.894  |
| 7.    | The Revenant – Der Rückkehrer                     | 352.191  |
| 8.    | Deadpool                                          | 333.597  |
| 9.    | Bad Moms                                          | 311.644  |
| 10.   | Phantastische Tierwesen und wo sie zu finden sind | 309.998  |

* Es sind nur Filme aufgeführt, die das Golden Ticket für mehr als 300.000 Zuschauer erhielten.

### In der Schweiz
Die zehn erfolgreichsten Filme an den schweizerischen Kinokassen nach Besucherzahlen (Stand: 12. April 2017):
| Platz | Filmtitel                                         | Besucher |
| ----- | ------------------------------------------------- | -------- |
| 1.    | Pets                                              | 367.516  |
| 2.    | The Revenant – Der Rückkehrer                     | 364.798  |
| 3.    | Zoomania                                          | 334.265  |
| 4.    | Findet Dorie                                      | 333.833  |
| 5.    | Rogue One: A Star Wars Story                      | 321.042  |
| 6.    | Ice Age 5 – Kollision voraus!                     | 300.245  |
| 7.    | Deadpool                                          | 289.312  |
| 8.    | Phantastische Tierwesen und wo sie zu finden sind | 281.143  |
| 9.    | Sing                                              | 249.829  |
| 10.   | The Jungle Book                                   | 231.518  |

### In den Vereinigten Staaten
Die zehn erfolgreichsten Filme an den US-amerikanischen Kinokassen nach Einspielergebnis in US-Dollar (Stand: 4. Mai 2017):
| Platz | Filmtitel                          | Einnahmen     |
| ----- | ---------------------------------- | ------------- |
| 1.    | Rogue One: A Star Wars Story       | 532.177.324 $ |
| 2.    | Findet Dorie                       | 486.295.561 $ |
| 3.    | The First Avenger: Civil War       | 408.084.349 $ |
| 4.    | Pets                               | 368.384.330 $ |
| 5.    | The Jungle Book                    | 364.001.123 $ |
| 6.    | Deadpool                           | 363.070.709 $ |
| 7.    | Zoomania                           | 341.268.248 $ |
| 8.    | Batman v Superman: Dawn of Justice | 330.360.194 $ |
| 9.    | Suicide Squad                      | 325.100.054 $ |
| 10.   | Sing                               | 270.329.045 $ |

### Weltweit
Die zehn weltweit erfolgreichsten Filme nach Einspielergebnis in US-Dollar (Stand: 3. September 2017):
| Platz | Filmtitel                                         | Einnahmen       |
| ----- | ------------------------------------------------- | --------------- |
| 1.    | The First Avenger: Civil War                      | 1.153.304.495 $ |
| 2.    | Rogue One: A Star Wars Story                      | 1.056.057.273 $ |
| 3.    | Findet Dorie                                      | 1.028.570.889 $ |
| 4.    | Zoomania                                          | 1.023.784.195 $ |
| 5.    | The Jungle Book                                   | 966.550.600 $   |
| 6.    | Pets                                              | 875.457.937 $   |
| 7.    | Batman v Superman: Dawn of Justice                | 873.260.194 $   |
| 8.    | Phantastische Tierwesen und wo sie zu finden sind | 814.037.575 $   |
| 9.    | Deadpool                                          | 783.112.979 $   |
| 10.   | Suicide Squad                                     | 745.600.054 $   |

## Ereignisse
- 50. Geburtstag des Schauspielers Olivier Martinez am 12. Januar
- 50. Geburtstag des Schauspielers Patrick Dempsey am 13. Januar
- 75. Geburtstag der Schauspielerin Faye Dunaway am 14. Januar
- 50. Geburtstag des Regisseurs Antoine Fuqua am 19. Januar
- 75. Geburtstag des Schauspielers Scott Glenn am 26. Januar
- 75. Geburtstag des Schauspielers David Selby am 5. Februar
- 75. Geburtstag des Schauspielers Nick Nolte am 8. Februar
- 75. Geburtstag des Regisseurs Michael Apted am 10. Februar
- 50. Geburtstag der Schauspielerin Cindy Crawford am 20. Februar
- 50. Geburtstag des Schauspielers Billy Zane am 24. Februar
- 50. Geburtstag der Schauspielerin Téa Leoni am 25. Februar
- 50. Geburtstag des Regisseurs Zack Snyder am 1. März
- 75. Geburtstag des Regisseurs Wolfgang Petersen am 14. März
- 75. Geburtstag des Regisseurs Bernardo Bertolucci am 16. März
- 75. Geburtstag des Schauspielers Bruno Ganz am 22. März
- 50. Geburtstag der Schauspielerin Robin Wright am 8. April
- 75. Geburtstag des Schauspielers Ryan O’Neal am 20. April
- 50. Geburtstag des Schauspielers Jeffrey Dean Morgan am 22. April
- 75. Geburtstag der Schauspielerin Claudine Auger am 26. April
- 75. Geburtstag der Schauspielerin Ann-Margret am 28. April
- 75. Jahrestag der Premiere des Films Citizen Kane des Regisseurs Orson Welles am 1. Mai
- 50. Geburtstag der Schauspielerin Deborah Kara Unger am 12. Mai
- 50. Geburtstag des Schauspielers Stephen Baldwin am 12. Mai
- 75. Geburtstag der Schauspielerin Senta Berger am 13. Mai
- 50. Geburtstag der Schauspielerin Helena Bonham Carter am 26. Mai
- 75. Geburtstag des Schauspielers Stacy Keach am 2. Juni
- 50. Geburtstag der Schauspielerin Julianna Margulies am 8. Juni
- 75. Geburtstag des Schauspielers Jürgen Prochnow am 10. Juni
- 75. Geburtstag des Regisseurs Stephen Frears am 20. Juni
- 50. Geburtstag der Schauspielerin Emmanuelle Seigner am 22. Juni
- 50. Geburtstag des Regisseurs und Produzenten J. J. Abrams am 27. Juni
- 50. Geburtstag der Schauspielerin Mary Stuart Masterson am 28. Juni
- 50. Geburtstag des Schauspielers John Cusack am 28. Juni
- 100. Geburtstag von Olivia de Havilland am 1. Juli
- 75. Geburtstag des Schauspielers Robert Forster am 13. Juli
- 50. Geburtstag des Schauspielers Matthew Fox am 14. Juli
- 50. Geburtstag der Schauspielerin Halle Berry am 14. August
- 75. Geburtstag des Schauspielers David Warner am 29. Juli
- 25. Jahrestag der Eröffnung des Filmpark Babelsberg am 15. August
- 75. Geburtstag des Regisseurs Barbet Schroeder am 26. August
- 50. Geburtstag der Schauspielerin Salma Hayek am 2. September
- 100. Jahrestag der Premiere des ersten Flops der Filmgeschichte im Millionen-Dollar-Bereich, dem Stummfilm Intolerance von David Wark Griffith, am 5. September
- 50. Geburtstag des Schauspielers Adam Sandler am 9. September
- 75. Jahrestag der Premiere des Films Die Spur des Falken des Regisseurs John Huston am 3. Oktober
- 75. Geburtstag des Schauspielers Peter Coyote am 10. Oktober
- 50. Geburtstag des Schauspielers Luke Perry am 11. Oktober
- 50. Geburtstag des Schauspielers und Regisseurs Jon Favreau am 19. Oktober
- 75. Geburtstag der Schauspielerin Sally Kirkland am 31. Oktober
- 75. Geburtstag des Schauspielers Robert Foxworth am 1. November
- 50. Geburtstag des Schauspielers David Schwimmer am 2. November
- 50. Geburtstag der Schauspielerin Sophie Marceau am 17. November
- 50. Geburtstag des Schauspielers Jason Scott Lee am 19. November
- 75. Geburtstag des Schauspielers Tom Conti am 22. November
- 75. Geburtstag des Schauspielers Franco Nero am 23. November
- 50. Geburtstag des Schauspielers Vincent Cassel am 23. November
- 75. Geburtstag des Schauspielers Beau Bridges am 9. Dezember
- 100. Geburtstag von Kirk Douglas am 9. Dezember
- 50. Geburtstag des Schauspielers Kiefer Sutherland am 21. Dezember
- 75. Geburtstag der Schauspielerin Sarah Miles am 31. Dezember

## Filmpreise

### Golden Globe Award
Die Verleihung der 73. Golden Globe Awards fand am 10. Januar 2016 statt.
- Bester Film (Drama): The Revenant – Der Rückkehrer (The Revenant)
- Bester Film (Komödie/Musical): Der Marsianer – Rettet Mark Watney (The Martian)
- Beste Regie: Alejandro G. Iñárritu für The Revenant – Der Rückkehrer (The Revenant)
- Beste Hauptdarstellerin (Drama): Brie Larson in Raum (Room)
- Beste Hauptdarstellerin (Komödie/Musical): Jennifer Lawrence in Joy – Alles außer gewöhnlich (Joy)
- Bester Hauptdarsteller (Drama): Leonardo DiCaprio in The Revenant – Der Rückkehrer (The Revenant)
- Bester Hauptdarsteller (Komödie/Musical): Matt Damon in Der Marsianer – Rettet Mark Watney (The Martian)
- Bester fremdsprachiger Film: Son of Saul (Ungarn)

Vollständige Liste der Preisträger

### Bayerischer Filmpreis
Die Verleihung des 37. Bayerischen Filmpreises fand am 15. Januar 2016 statt.
- Beste Produktion: Benjamin Herrmann und Christian Becker für Colonia Dignidad – Es gibt kein Zurück
- Beste Regie: Kai Wessel für Nebel im August
- Bestes Drehbuch: Burhan Qurbani und Martin Behnke für Wir sind jung. Wir sind stark.
- Beste Darstellerin: Rosalie Thomass für Grüße aus Fukushima
- Bester Darsteller: Burghart Klaußner in Der Staat gegen Fritz Bauer
- Beste Nachwuchsdarstellerin: Jella Haase, Anna Lena Klenke und Gizem Emre in Fack ju Göhte 2
- Bester Nachwuchsdarsteller: Max von der Groeben, Aram Arami und Lucas Reiber in Fack ju Göhte 2

Vollständige Liste der Preisträger

### Österreichischer Filmpreis

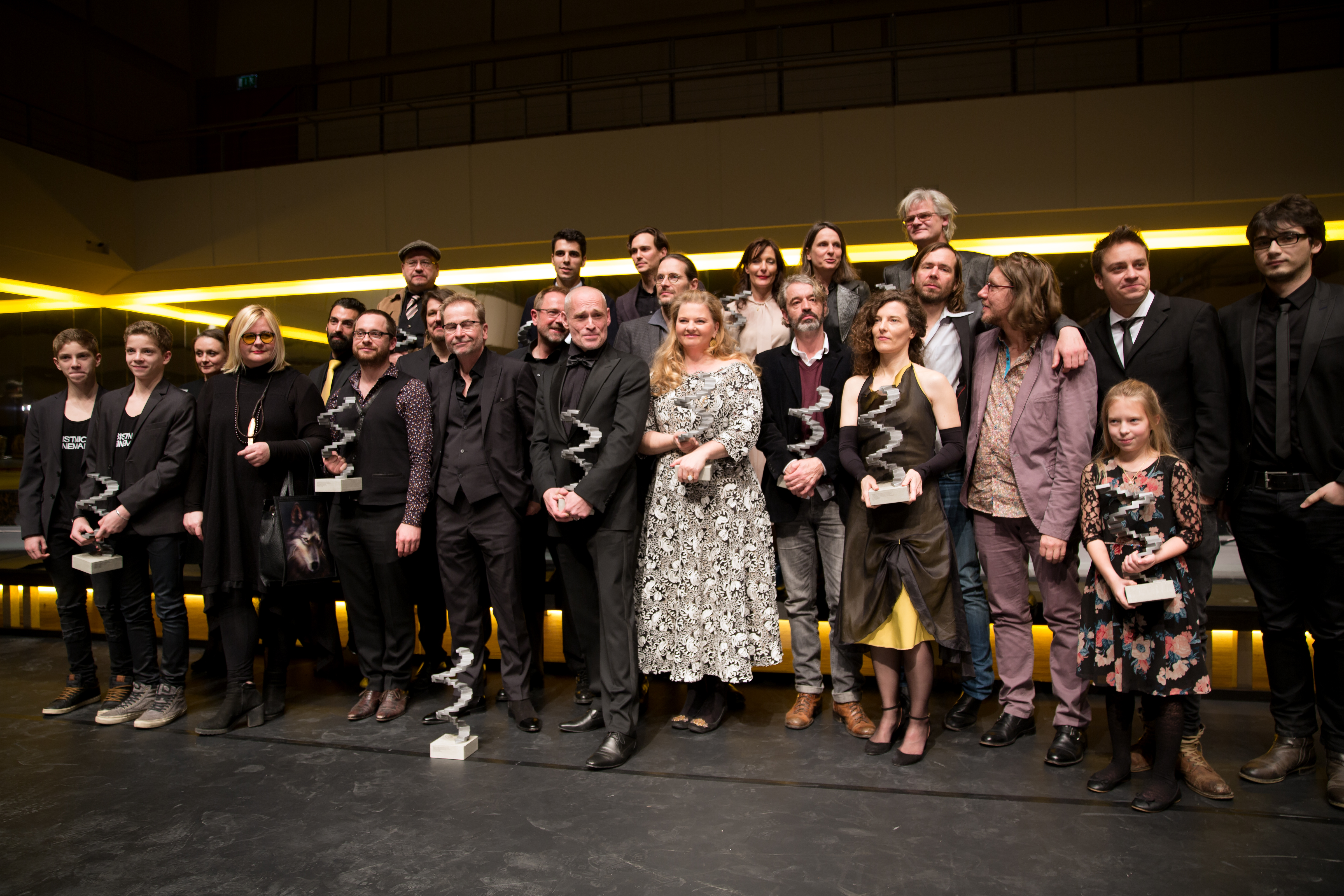
Preisträger des Österreichischen Filmpreises 2016

Die Verleihung des 6. Österreichischen Filmpreises fand am 20. Januar 2016 statt.
- Bester Spielfilm: Ich seh, Ich seh
- Beste Regie: Veronika Franz und Severin Fiala für Ich seh, Ich seh
- Bester Darsteller: Johannes Krisch in Jack
- Beste Darstellerin: Ulrike Beimpold in Superwelt
- Bester Dokumentarfilm: Lampedusa im Winter
- Bester Kurzfilm: Alles wird gut
- Bestes Drehbuch: Christian Frosch für Von jetzt an kein Zurück

Vollständige Liste der Preisträger

### Sundance
Das 32. Sundance Film Festival fand vom 21. Januar bis zum 31. Januar 2016 statt.
- Großer Preis der Jury: Spielfilm – The Birth of a Nation – Aufstand zur Freiheit
- Großer Preis der Jury: Dokumentarfilm – Weiner
- Großer Preis der Jury „World Cinema“: Spielfilm – Between Sea and Land
- Großer Preis der Jury „World Cinema“: Dokumentarfilm – Sonita
- Großer Preis der Jury: Kurzfilm – Thunder Road

Vollständige Liste der Preisträger

### Berlinale 2016
Die 66. Internationalen Filmfestspiele Berlin fanden vom 11. bis 21. Februar 2016 statt.
- Goldener Bär: Seefeuer (Fuocoammare)
- Silberner Bär – Großer Preis der Jury: Smrt u Sarajevu
- Silberner Bär – Beste Regie: Mia Hansen-Løve für Alles was kommt (L’avenir)
- Silberner Bär – Beste Darstellerin: Trine Dyrholm in Die Kommune (Kollektivet)
- Silberner Bär – Bester Darsteller: Majd Mastoura in Hedis Hochzeit (Inhebbek Hedi)
- Silberner Bär – Bestes Drehbuch: Tomasz Wasilewski für United States of Love (Zjednoczone stany miłości)

### British Academy Film Award
Die 69. BAFTA-Award-Verleihung fand am 14. Februar 2016 statt.
- Bester Film: The Revenant – Der Rückkehrer (The Revenant)
- Bester britischer Film: Brooklyn – Eine Liebe zwischen zwei Welten (Brooklyn)
- Beste Regie: Alejandro González Iñárritu für The Revenant – Der Rückkehrer (The Revenant)
- Bester Hauptdarsteller: Leonardo DiCaprio in The Revenant – Der Rückkehrer (The Revenant)
- Beste Hauptdarstellerin: Brie Larson in Raum (Room)
- Bester fremdsprachiger Film: Wild Tales – Jeder dreht mal durch! (Relatos salvajes)

Vollständige Liste der Preisträger

### César
Die 41. César-Verleihung fand am 26. Februar 2016 statt.
- Bester Film: Fatima
- Beste Regie: Arnaud Desplechin für Meine goldenen Tage (Trois souvenirs de ma jeunesse)
- Bester Hauptdarsteller: Vincent Lindon in Der Wert des Menschen (La loi du marché)
- Beste Hauptdarstellerin: Catherine Frot in Madame Marguerite oder die Kunst der schiefen Töne (Marguerite)
- Bestes Originaldrehbuch: Deniz Gamze Ergüven und Alice Winocour für Mustang
- Bester fremdsprachiger Film: Birdman oder (Die unverhoffte Macht der Ahnungslosigkeit) (Birdman or (The Unexpected Virtue of Ignorance)), Vereinigte Staaten

Vollständige Liste der Preisträger

### Goldene Himbeere
Die 36. Razzie-Verleihung fand am 27. Februar 2016 statt.
- Schlechtester Film: Fantastic Four und Fifty Shades of Grey
- Schlechteste Regie: Josh Trank für Fantastic Four
- Schlechtester Darsteller: Jamie Dornan in Fifty Shades of Grey
- Schlechteste Darstellerin: Dakota Johnson in Fifty Shades of Grey
- Schlechtester Nebendarsteller: Eddie Redmayne in Jupiter Ascending
- Schlechteste Nebendarstellerin: Kaley Cuoco in Alvin und die Chipmunks: Road Chip und in Die Trauzeugen AG

Vollständige Liste der Preisträger

### Oscar
Die 88. Oscar-Verleihung fand am 28. Februar 2016 statt.
- Bester Film: Spotlight
- Beste Regie: Alejandro G. Iñárritu für The Revenant – Der Rückkehrer (The Revenant)
- Bester Hauptdarsteller: Leonardo DiCaprio in The Revenant – Der Rückkehrer (The Revenant)
- Beste Hauptdarstellerin: Brie Larson in Raum (Room)
- Bester Nebendarsteller: Mark Rylance in Bridge of Spies – Der Unterhändler (Bridge of Spies)
- Beste Nebendarstellerin: Alicia Vikander in The Danish Girl
- Bester fremdsprachiger Film: Son of Saul (Ungarn)

Vollständige Liste der Preisträger

### Cannes
Die 69. Internationalen Filmfestspiele von Cannes fanden vom 11. bis 22. Mai 2016 statt.
- Goldene Palme für den besten Film: Ich, Daniel Blake – Regie: Ken Loach
- Großer Preis der Jury: Xavier Dolan (Einfach das Ende der Welt)
- Beste Regie: Cristian Mungiu (Bacalaureat) und Olivier Assayas (Personal Shopper)
- Beste Darstellerin: Jaclyn Jose (Ma’Rosa)
- Bester Darsteller: Shahab Hosseini (The Salesman)
- Bestes Drehbuch: Asghar Farhadi (The Salesman)

Vollständige Liste der Preisträger

### Deutscher Filmpreis
Die 66. Verleihung des Deutschen Filmpreises Lola fand am 27. Mai 2016 statt.
- Bester Spielfilm:

Filmpreis in Gold: Der Staat gegen Fritz Bauer (Regie: Lars Kraume)
Filmpreis in Silber: Herbert (Regie: Thomas Stuber)
Filmpreis in Bronze: 4 Könige (Regie: Theresa von Eltz)
- Beste Regie: Lars Kraume – Der Staat gegen Fritz Bauer
- Bestes Drehbuch: Lars Kraume und Olivier Guez – Der Staat gegen Fritz Bauer
- Bester Hauptdarsteller: Peter Kurth – Herbert
- Beste Hauptdarstellerin: Laura Tonke – Hedi Schneider steckt fest

Vollständige Liste der Preisträger

### Student Academy Awards
Die Preisträger der Student Academy Awards wurden am 29. August 2016 bekanntgegeben.
- Bester Ausländischer Spielfilm

Gold: Invention of Trust – Alex Schaad
Silber: Am Ende der Wald – Felix Ahrens
Bronze: Tenants – Klara Kochanska
Vollständige Liste der Preisträger

### Venedig
Die 73. Internationalen Filmfestspiele von Venedig fanden vom 31. August bis zum 10. September 2016 statt.
- Goldener Löwe: Ang Babaeng Humayo – Regie: Lav Diaz
- Silberner Löwe – Großer Preis der Jury: Tom Ford (Nocturnal Animals)
- Silberner Löwe – Beste Regie: Andrei Kontschalowski (Rai) und Amat Escalante (La región salvaje)
- Coppa Volpi – Bester Darsteller: Oscar Martínez (El ciudadano ilustre)
- Coppa Volpi – Beste Darstellerin: Emma Stone (La La Land)
- Bestes Drehbuch: Noah Oppenheim (Jackie: Die First Lady)
- Spezialpreis der Jury: The Bad Batch – Regie: Ana Lily Amirpour
- Marcello-Mastroianni-Preis: Paula Beer (Frantz)

Liste der Wettbewerbsbeiträge

### Europäischer Filmpreis
Der 29. Europäische Filmpreis wurde am 10. Dezember 2016 in Breslau verliehen.
- Bester europäischer Film: Toni Erdmann – Regie: Maren Ade
- Beste europäische Komödie: Ein Mann namens Ove (En man som heter Ove) – Regie: Hannes Holm
- Beste Regie: Maren Ade für Toni Erdmann
- Bester Darsteller: Peter Simonischek in Toni Erdmann
- Beste Darstellerin: Sandra Hüller in Toni Erdmann

Vollständige Liste der Preisträger

### Weitere Filmpreise und Auszeichnungen
- AACTA International Award: Bester Film: Mad Max: Fury Road; Beste Regie: George Miller für Mad Max: Fury Road; Bestes Drehbuch: Tom McCarthy und Josh Singer für Spotlight; Bester Hauptdarsteller: Leonardo DiCaprio in The Revenant – Der Rückkehrer; Beste Hauptdarstellerin: Cate Blanchett in Carol … mehr
- AFI Life Achievement Award: John Williams (Verleihungszeremonie voraussichtlich am 9. Juni 2016 in Los Angeles)[9]
- Annie Award:[10] Bester Film: Alles steht Kopf; Bester animierter Kurzfilm: World of Tomorrow; Bester animierter Independent-Film: Der Junge und die Welt; Beste Effekte in einem Animationsfilm: Arlo & Spot; Beste animierte Elemente in einen Realfilm: Avengers: Age of Ultron; Bester animierter Charakter in einen Realfilm: The Revenant – Der Rückkehrer
- Critics’ Choice Movie Award (Januar): Bester Film: Spotlight; Beste Regie: George Miller für Mad Max: Fury Road; Bestes Originaldrehbuch: Josh Singer und Tom McCarthy für Spotlight; Bester Hauptdarsteller: Leonardo DiCaprio in The Revenant – Der Rückkehrer; Beste Hauptdarstellerin: Brie Larson in Raum; Bester fremdsprachiger Film: Son of Saul … mehr
- Deutscher Drehbuchpreis:[11] Anke Sevenich und Stephan Falk für Sayonara Rüdesheim
- Deutscher Hörfilmpreis:[12] Beste Audiodeskription eines Kinofilms: 45 Years
- Directors Guild of America Award:[13] Beste Regie – Spielfilm: Alejandro González Iñárritu für The Revenant – Der Rückkehrer; Beste Regie – Dokumentarfilm: Matthew Heineman für Cartel Land; Beste Regie – Fernsehfilm oder Miniserie: Dee Rees für Bessie; Bestes Regiedebüt: Alex Garland für Ex Machina
- Dorian Award:[14] Bester Film, Bester LGBTQ-Film und Beste Regie: Carol des Regisseurs Todd Haynes; Bestes Drehbuch: Phyllis Nagy für Carol; Bester Hauptdarsteller: Leonardo DiCaprio in The Revenant – Der Rückkehrer; Beste Hauptdarstellerin: Cate Blanchett in Carol; Bester fremdsprachiger Film: Son of Saul; Bester Dokumentarfilm: Amy
- Filmfestival Max Ophüls Preis: Max-Ophüls-Preis: Einer von uns des Regisseurs Stephan Richter; Preis für mittellange Filme: Invention of Trust des Regisseurs Alex Schaad; Kurzfilmpreis: Pitter Patter Goes My Heart des Regisseurs  Christoph Rainer; Darstellerpreise: Odine Johne und Ben Münchow; Publikumspreis: Schrotten! des Regisseurs Max Zähle
- Goya:[15] Bester Film und Beste Regie: Freunde fürs Leben des Regisseurs Cesc Gay; Bester Hauptdarsteller: Ricardo Darín in Freunde fürs Leben; Beste Hauptdarstellerin: Natalia de Molina in Techo y comida; Bester Nebendarsteller: Javier Cámara in Freunde fürs Leben; Beste Nebendarstellerin: Luisa Gavasa in La novia; Bester europäischer Film: Mustang
- Guldbagge:[16] Bester Film und Beste Regie: Efterskalv des Regisseurs Magnus von Horn; Bester Hauptdarsteller: Rolf Lassgård in Ein Mann namens Ove; Beste Hauptdarstellerin: Malin Levanon in Tjuvheder; Bester Nebendarsteller: Mats Blomgren in Efterskalv; Beste Nebendarstellerin: Eva Melander in Flocken; Bestes Drehbuch: Peter Grönlund für Tjuvheder
- Independent Spirit Award:[17] Bester Film und Beste Regie: Spotlight des Regisseurs Tom McCarthy; Bester Debütfilm: The Diary of a Teenage Girl; Beste Darstellerin: Brie Larson in Raum; Bester Darsteller: Abraham Attah in Beasts of No Nation; Beste Nebendarstellerin: Mya Taylor in Tangerine L.A.; Bester Nebendarsteller: Idris Elba in Beasts of No Nation
- Internationale Kurzfilmtage Oberhausen:[18] Großer Preis der Stadt Oberhausen: Venusia von Louise Carrin; Internationaler Wettbewerb – Hauptpreis: Ang araw bago ang wakas von Lav Diaz; Internationaler Wettbewerb – e-flux Preis: Mains Propres von Louise Botkay; 1. Preis der Jury des Ministeriums für Familie, Kinder, Jugend, Kultur und Sport des Landes Nordrhein-Westfalen und Preis der Ökumenischen Jury: 489 Years von Hayoun Kwon; Internationaler Wettbewerb – FIPRESCI-Preis: If It Was von Laure Prouvost; Deutscher Wettbewerb – Preis für den besten Beitrag: She Whose Blood is Clotting in my Underwear von Vika Kirchenbauer
- Magritte:[19] Bester Film und Beste Regie: Das brandneue Testament des Regisseurs Jaco Van Dormael; Bester Hauptdarsteller: Wim Willaert in Ich bin tot, macht was draus!; Beste Hauptdarstellerin: Veerle Baetens in Un début prometteur Bester Nebendarsteller: Laurent Capelluto in L’enquête; Beste Nebendarstellerin: Anne Coesens in Alle Katzen sind grau
- MTV Movie Awards: Bester Film: Star Wars: Das Erwachen der Macht; Bester Schauspieler: Leonardo DiCaprio in The Revenant – Der Rückkehrer; Beste Schauspielerin: Charlize Theron in Mad Max: Fury Road; Bester Newcomer: Daisy Ridley in Star Wars: Das Erwachen der Macht; Beste wahre Geschichte: Straight Outta Compton … mehr
- Prix Lumières:[20] Bester Film: Mustang; Beste Regie: Arnaud Desplechin für Meine goldenen Tage; Bester französischsprachiger Film: Much Loved; Bester Darsteller: Vincent Lindon in Der Wert des Menschen und in Tagebuch einer Kammerzofe; Beste Darstellerin: Catherine Frot in Madame Marguerite oder die Kunst der schiefen Töne
- Producers Guild of America Award:[21] Bester Kinofilm: The Big Short der Produzenten Brad Pitt, Dede Gardner und Jeremy Kleiner; Bester animierter Kinofilm: Alles steht Kopf des Produzenten Jonas Rivera; Bester Dokumentarfilm: Amy des Produzenten James Gay-Rees; Stanley Kramer Award: The Hunting Ground der Produzentin Amy Ziering[22]
- Robert:[23] Bester dänischer Film, Beste Regie, Bestes Originaldrehbuch, Beste Kamera, Bester Schnitt und Publikumspreis: Unter dem Sand – Das Versprechen der Freiheit des Regisseurs Martin Zandvliet; Bester amerikanischer Film: Birdman oder (Die unverhoffte Macht der Ahnungslosigkeit); Bester nicht-amerikanischer Film: Mommy
- Satellite Award: Bester Film, Beste Regie, Bestes Originaldrehbuch und Bestes Ensemble: Spotlight des Regisseurs Tom McCarthy; Bester Hauptdarsteller: Leonardo DiCaprio in The Revenant – Der Rückkehrer; Beste Hauptdarstellerin: Saoirse Ronan in Brooklyn – Eine Liebe zwischen zwei Welten; Bester Dokumentarfilm: Amy und The Look of Silence … mehr
- Screen Actors Guild Award: Bester Hauptdarsteller: Leonardo DiCaprio in The Revenant – Der Rückkehrer; Beste Hauptdarstellerin: Brie Larson in Raum; Bester Nebendarsteller: Idris Elba in Beasts of No Nation; Beste Nebendarstellerin: Alicia Vikander in The Danish Girl; Bestes Schauspielensemble: Spotlight … mehr
- Teddy Award: Bester Spielfilm: Kater des Regisseurs Händl Klaus; Bester Dokumentarfilm: Kiki der Regisseurin Sara Jordenö; Bester Kurzfilm: Moms on Fire der Regisseurin Joanna Rytel; Preis der Teddy-Jury: You Will Never Be Alone des Regisseurs Álex Anwandter; Spezial-Teddy: Christine Vachon … mehr
- Tokyo International Film Festival: Beste Schauspielerin: Paolo Ballesteros
- Toronto International Film Festival: Grolsch People’s Choice Award: La La Land des Regisseurs Damien Chazelle; Bester kanadischer Spielfilm: Those Who Make Revolution Halfway Only Dig Their Own Graves der Regisseure Mathieu Denis und Simon Lavoie; FIPRESCI-Preis (Sektion Discovery): Kati Kati des Regisseurs Mbithi Masya; FIPRESCI-Preis (Sektion Special Presentations): I Am Not Madame Bovary des Regisseurs Feng Xiaogang … mehr
- Tribeca Film Festival:[24] Bester Film: Junction 48 des Regisseurs Udi Aloni; Bester US-amerikanischer Film: Dean des Regisseurs Demetri Martin; Bester Schauspieler: Alan Sabbagh in The Tenth Man; Beste Schauspielerin: Radhika Apte in Madly; Bester Dokumentarfilm: Do Not Resist des Regisseurs Craig Atkinson; Beste Kamera: Kjell Vassdal für El clásico
- Tromsø Internasjonale Filmfestival:[25] Aurora: Heart of a Dog der Regisseurin Laurie Anderson; FIPRESCI-Preis: Anomalisa des Regisseurs Charlie Kaufman; Tromsøpalmen: Frysninger des Regisseurs Marius Myrmel; Friedensfilmpreis: Democrats der Regisseurin Camilla Nielsson; Publikumspreis: Sture Böcke des Regisseurs Grímur Hákonarson
- Writers Guild of America Award:[26] Bestes Originaldrehbuch: Tom McCarthy und Josh Singer für Spotlight; Bestes adaptiertes Drehbuch: Adam McKay und Charles Randolph für The Big Short; Bestes Dokumentarfilmdrehbuch: Alex Gibney für Scientology: Ein Glaubensgefängnis

#### Termine
- Deutscher Schauspielerpreis: Die Verleihung des Deutschen Schauspielerpreises fand am 20. Mai 2016 statt.[27]
- Internationales Filmfestival Shanghai: Das 19. Internationale Filmfestival Shanghai fand vom 11. bis zum 19. Juni 2016 statt.[28]
- Internationales Filmfestival Moskau: Das 38. Internationale Filmfestival Moskau fand vom 23. bis 30. Juni 2016 statt.[29]
- Internationales Filmfestival Karlovy Vary: Das 51. Internationale Filmfestival Karlovy Vary fand vom 1. bis 9. Juli 2016 statt.[30]
- Internationales Filmfestival von Locarno: Das 69. Internationale Filmfestival von Locarno fand vom 3. bis 13. August 2016 statt.[31]
- Fantasy Filmfest: Das 30. Fantasy Filmfest fand vom 17. August bis 18. September 2016 statt.
- Norwegian International Film Festival: Das 32. Norwegian International Film Festival fand vom 20. bis 26. August 2016 statt.[32]
- Montreal World Film Festival: Das 40. Montreal World Film Festival fand vom 25. August bis 5. September 2016 statt.[33]
- Festival Internacional de Cine de San Sebastián: Das 64. Festival Internacional de Cine de San Sebastián fand vom 16. bis 24. September 2016 statt.[34]
- London Film Festival: Das 60. London Film Festival fand vom 5. bis 16. Oktober 2016 statt.[35]
- Internationales Filmfestival Warschau: Das 32. Internationale Filmfestival Warschau fand vom 7. bis 16. Oktober 2016 statt.[36]
- Internationale Hofer Filmtage: Die 50. Internationalen Hofer Filmtage fanden vom 25. bis 30. Oktober 2016 statt.[37]
- Tallinn Black Nights Film Festival: Das 20. Tallinn Black Nights Film Festival fand vom 11. bis 27. November 2016 statt.[38]

## 2016 Verstorbene

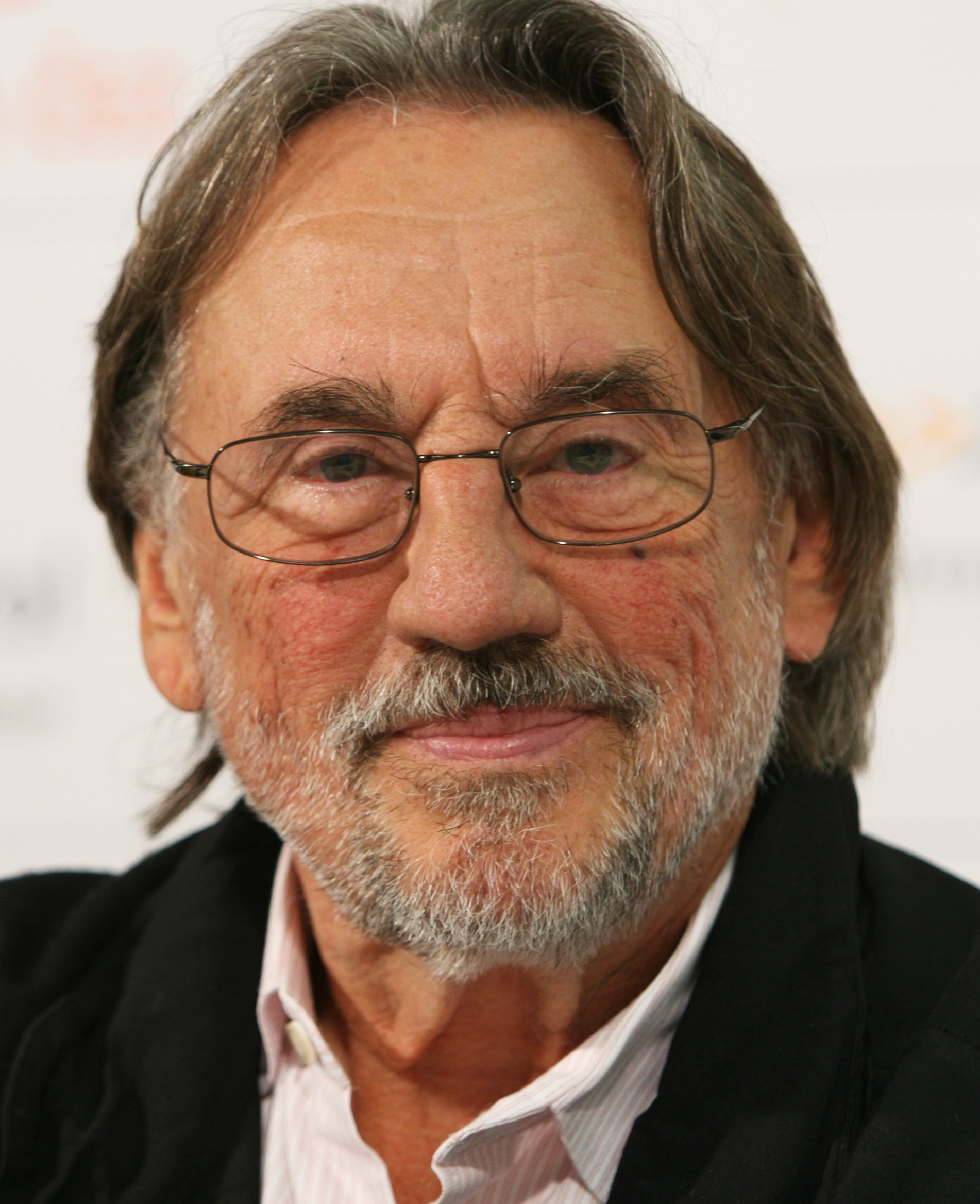
Vilmos Zsigmond (1930–2016)

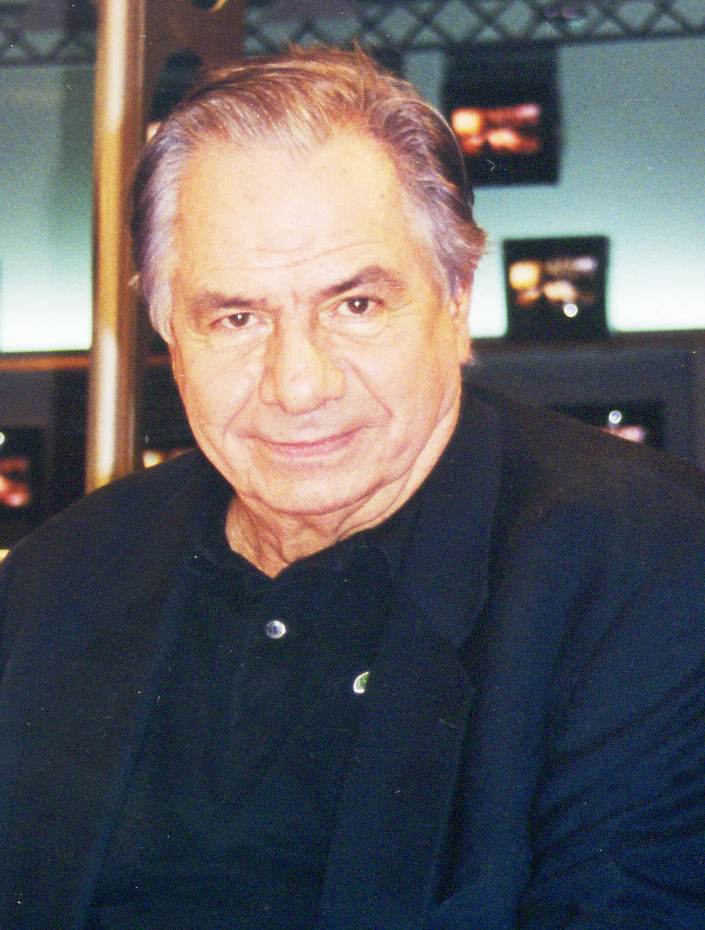
Michel Galabru (1922–2016)

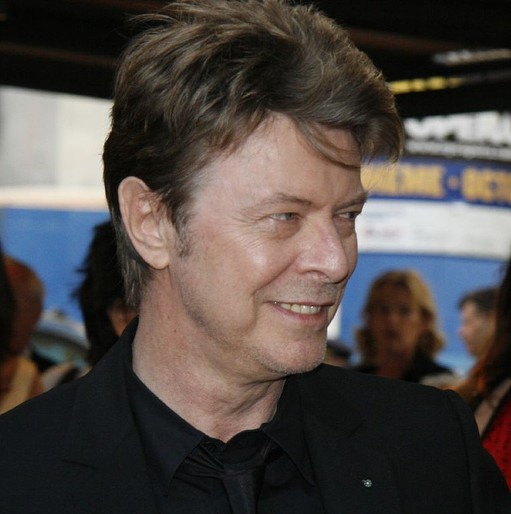
David Bowie (1947–2016)

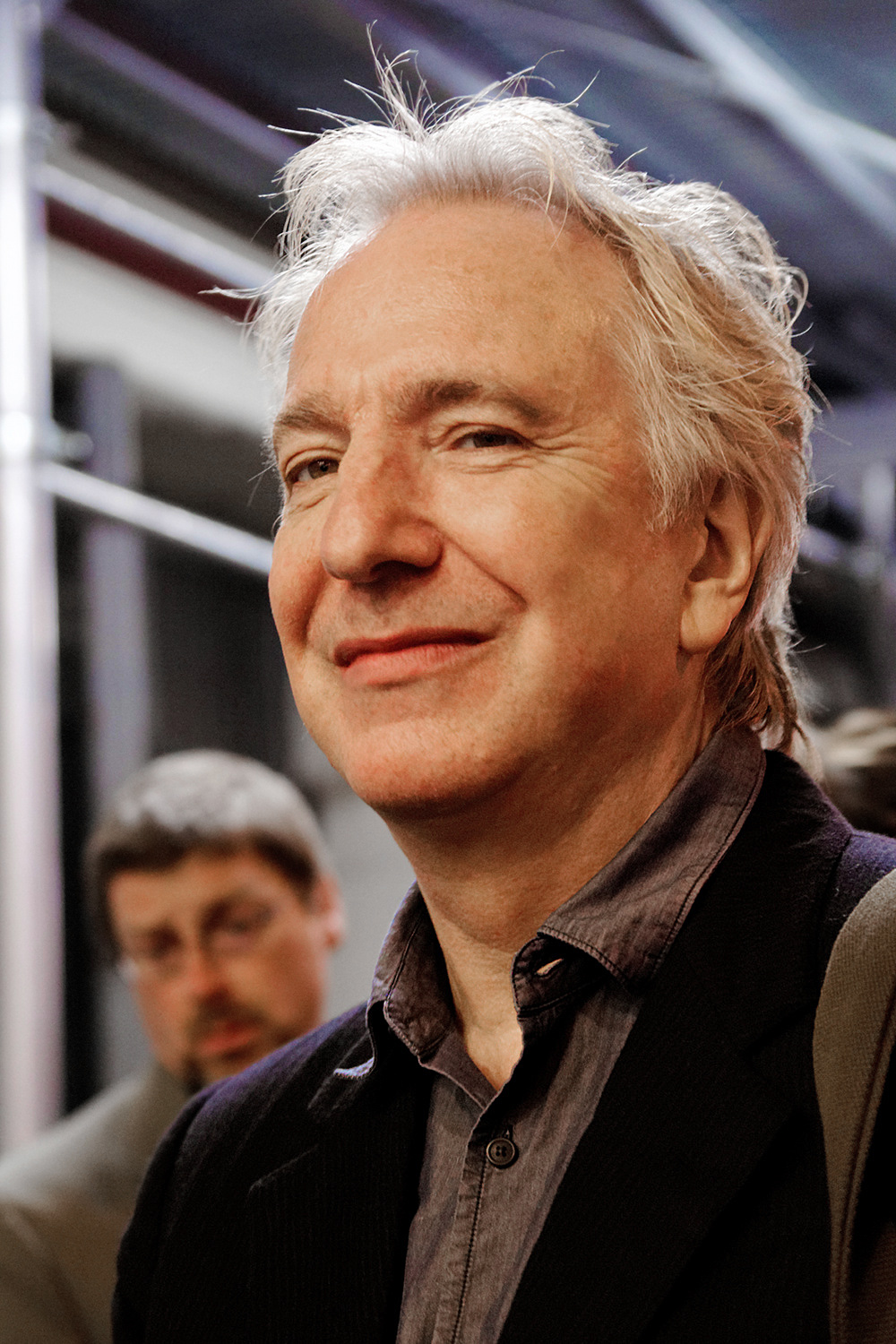
Alan Rickman (1946–2016)

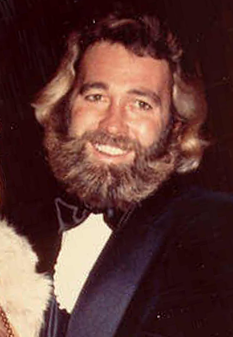
Dan Haggerty (1941–2016)

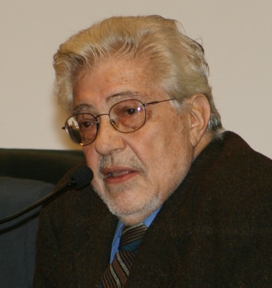
Ettore Scola (1931–2016)

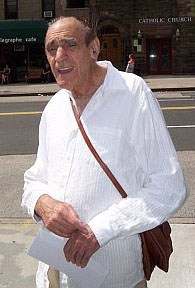
Abe Vigoda (1921–2016)

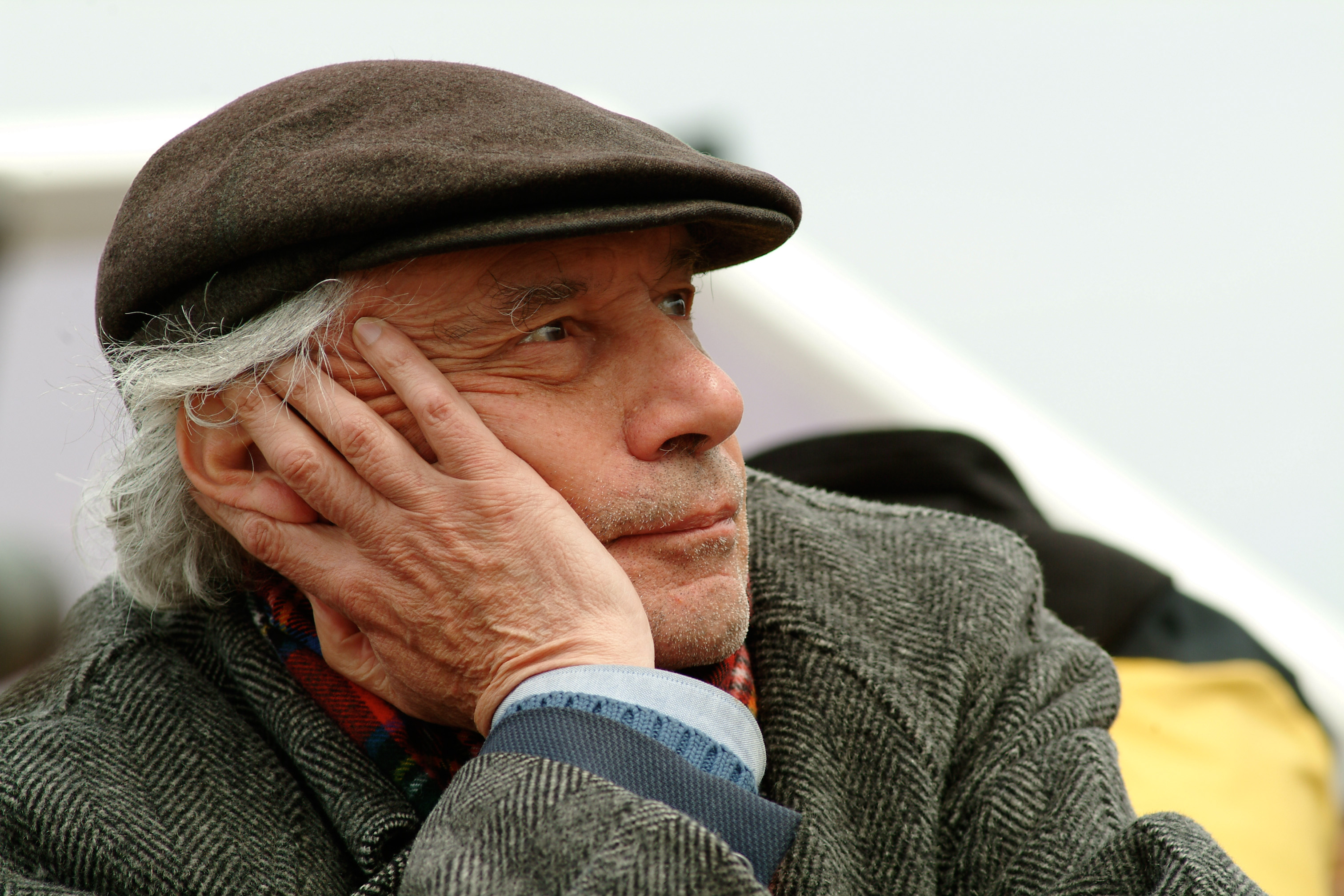
Jacques Rivette (1928–2016)

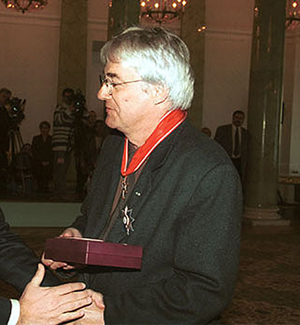
Andrzej Żuławski (1940–2016)

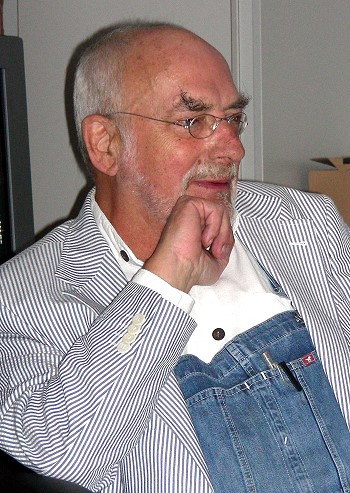
Peter Lustig (1937–2016)

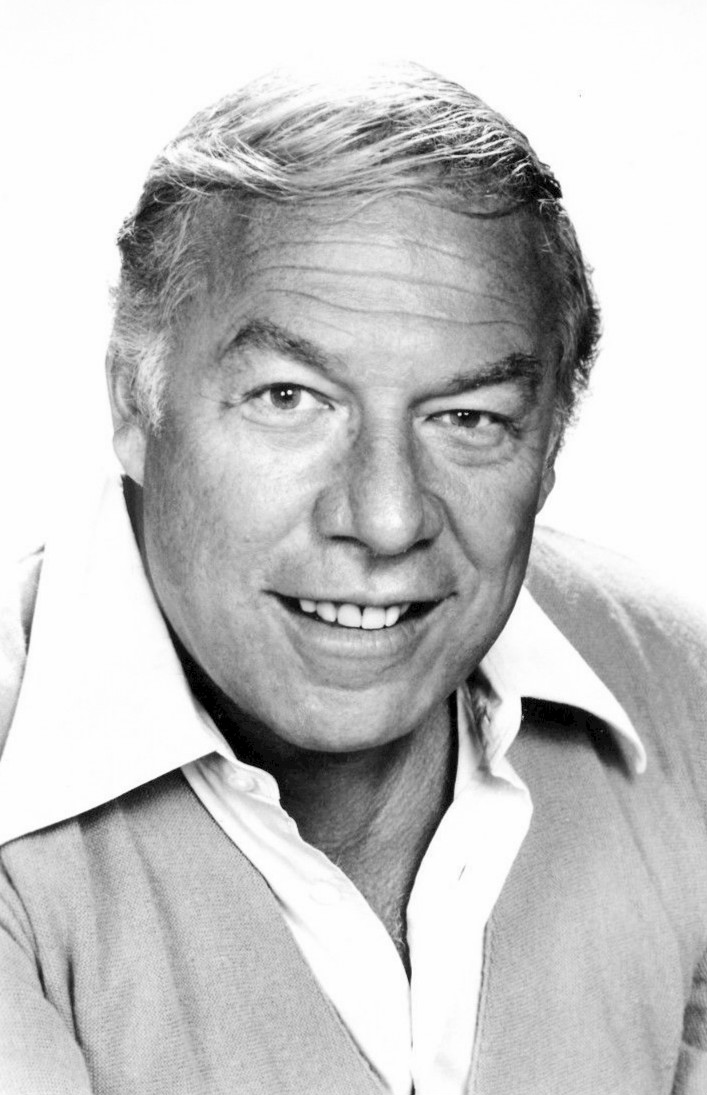
George Kennedy (1925–2016)

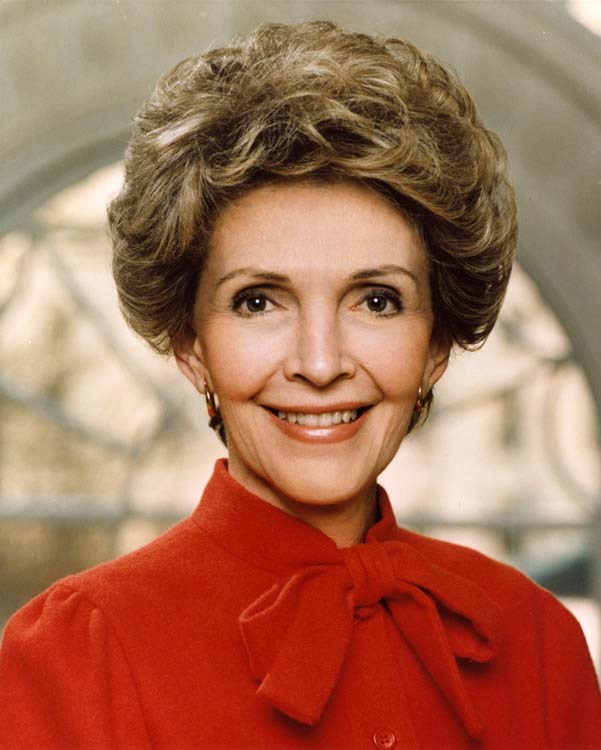
Nancy Reagan (1921–2016)

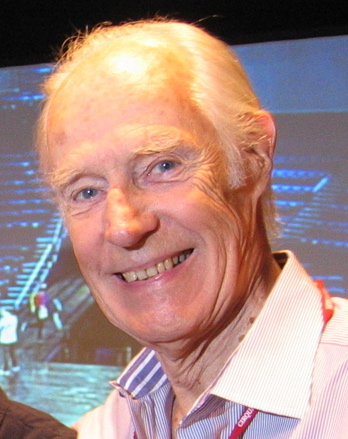
George Martin (1926–2016)

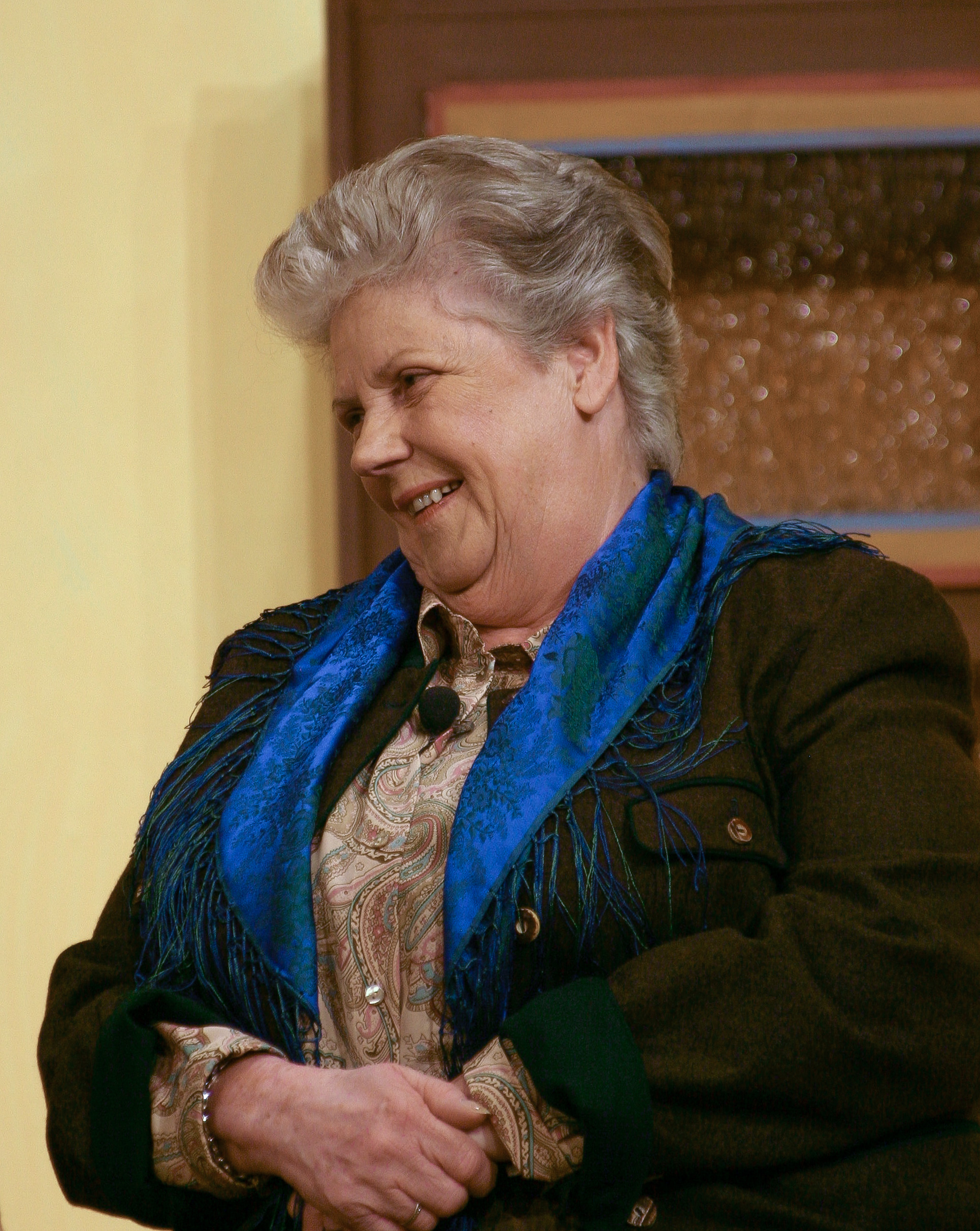
Erna Waßmer (1933–2016)

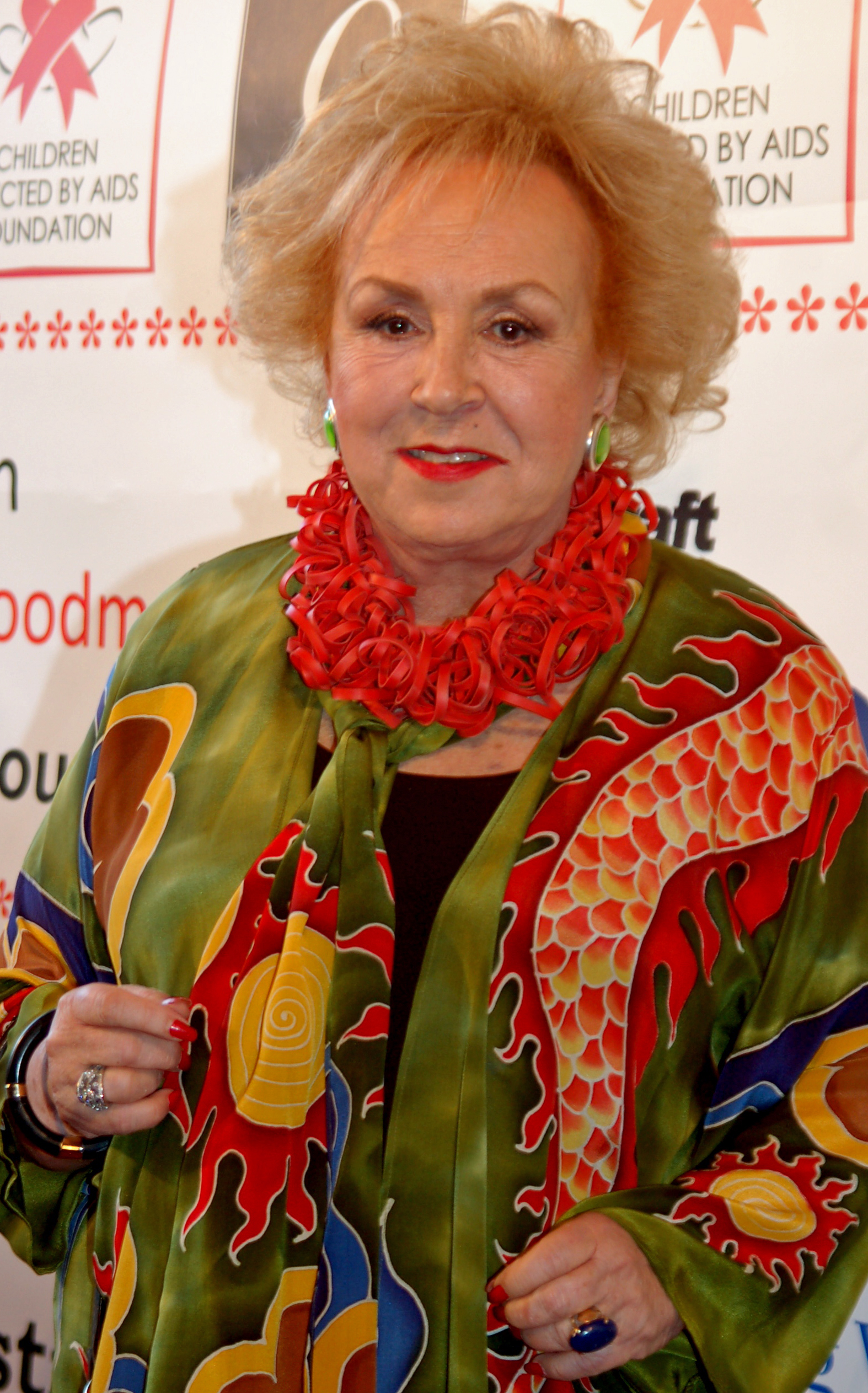
Doris Roberts (1925–2016)

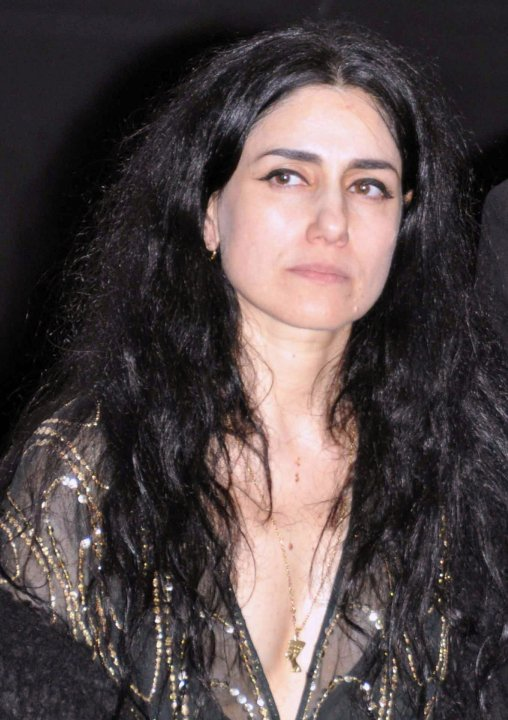
Ronit Elkabetz (1964–2016)

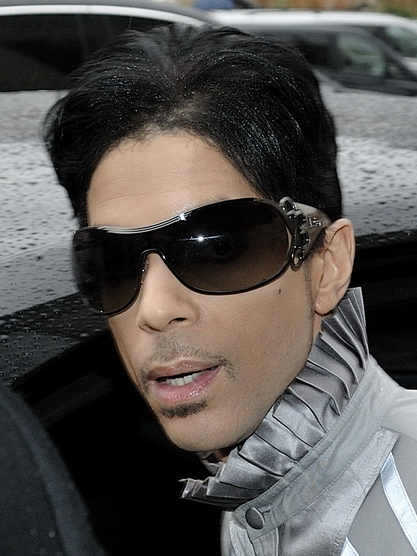
Prince (1958–2016)

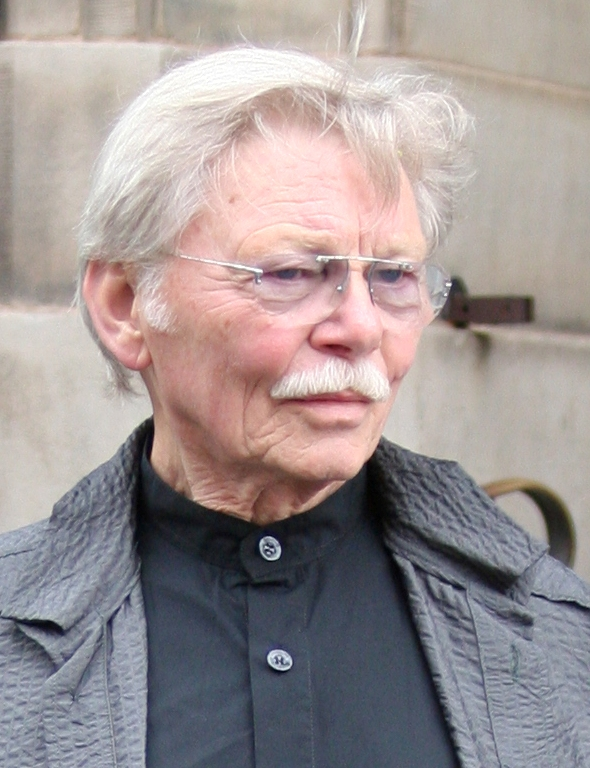
Uwe Friedrichsen (1934–2016)

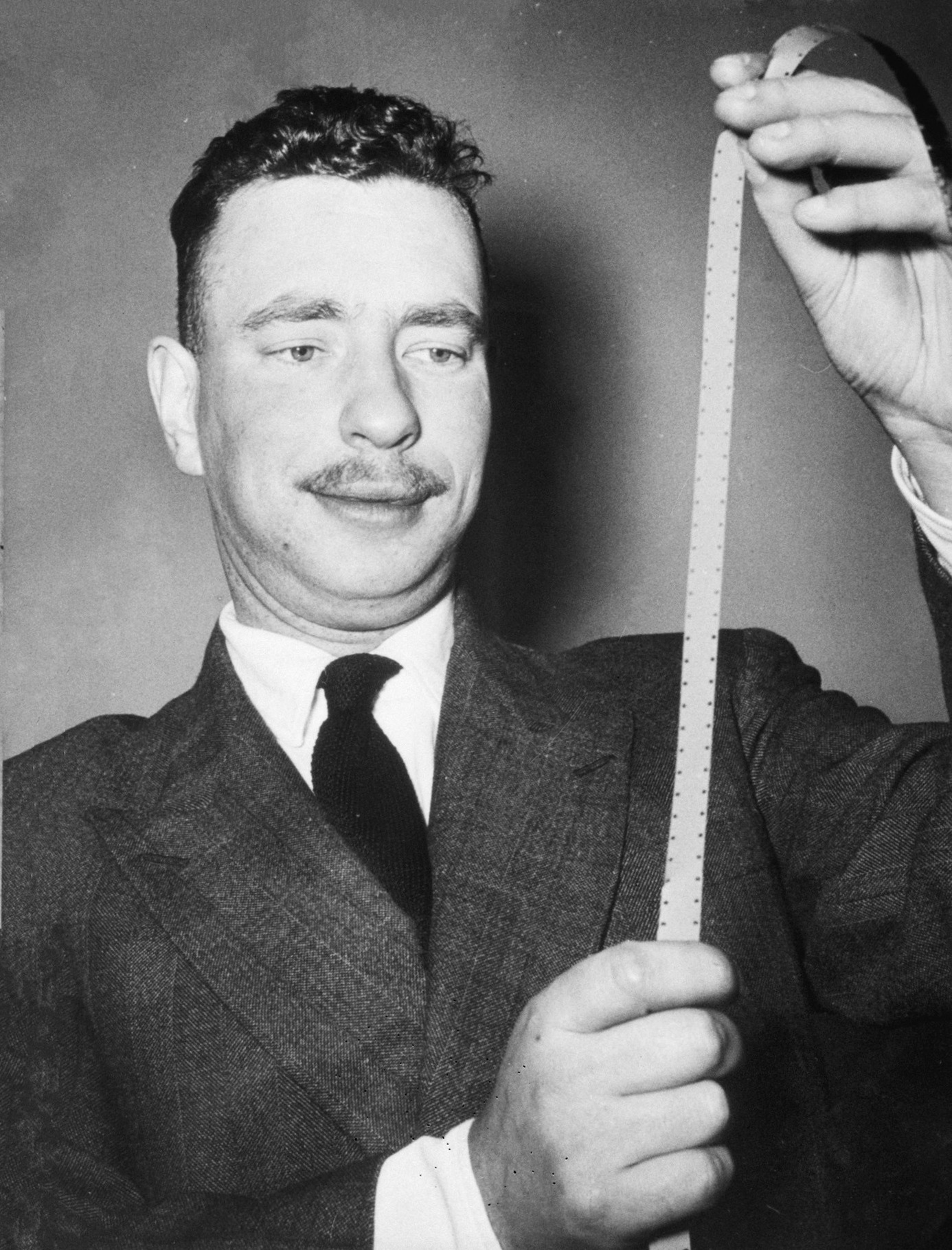
Alexandre Astruc (1923–2016)

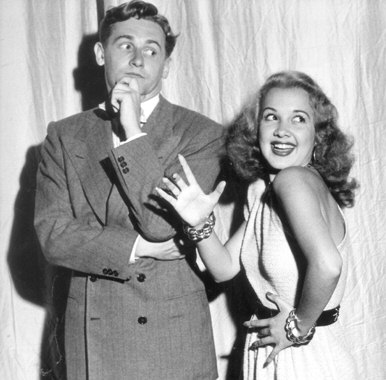
Alan Young (1919–2016)

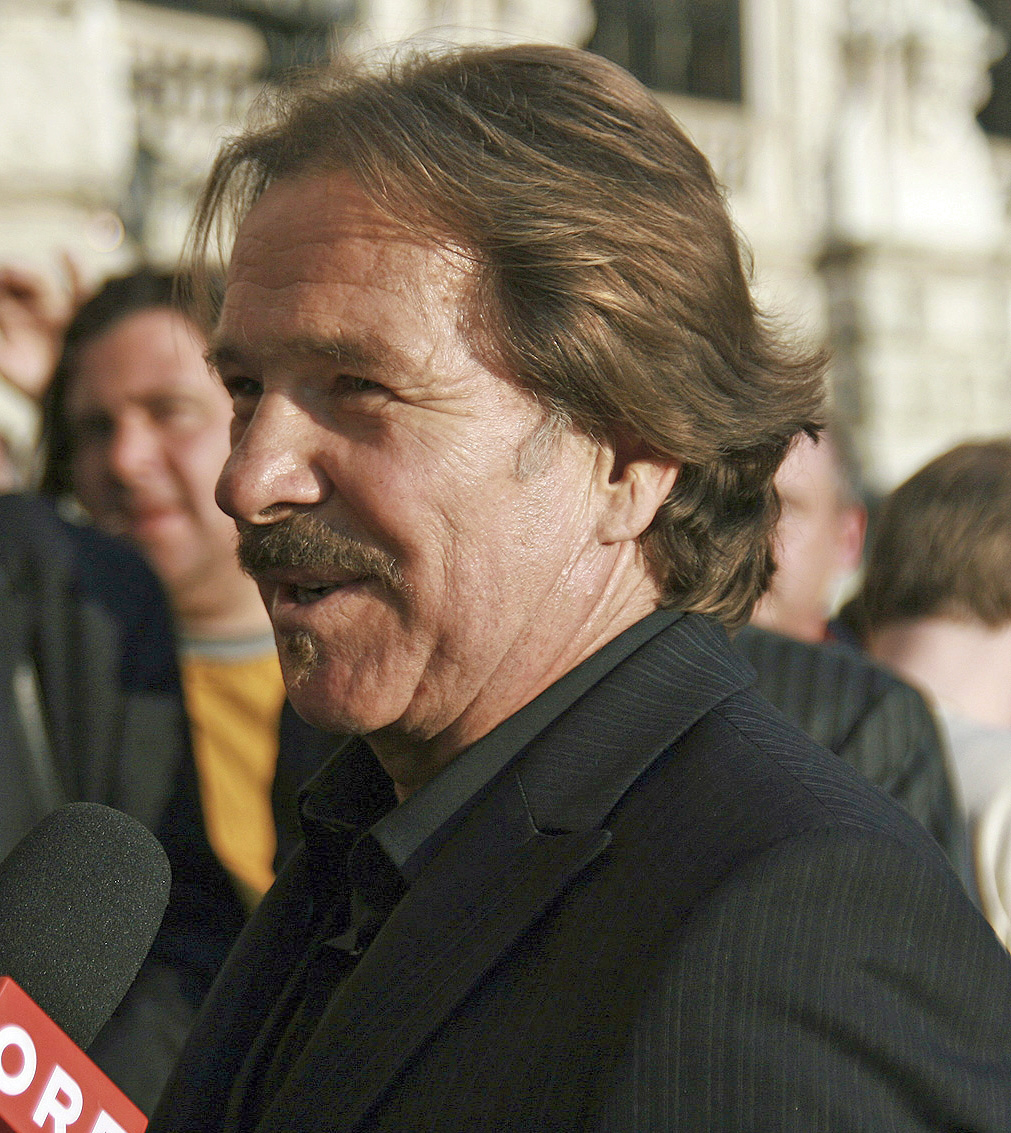
Götz George (1938–2016)

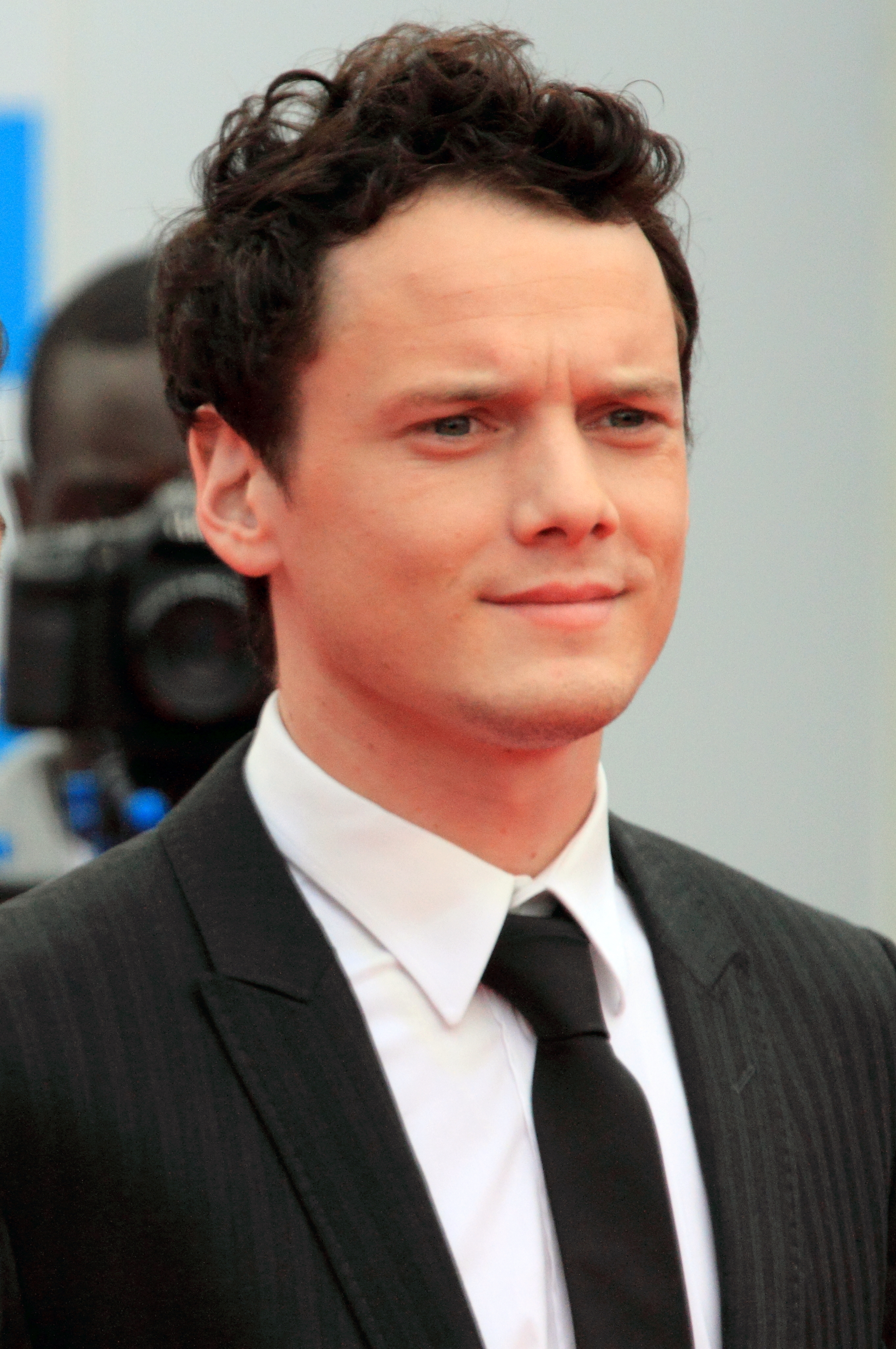
Anton Yelchin (1989–2016)

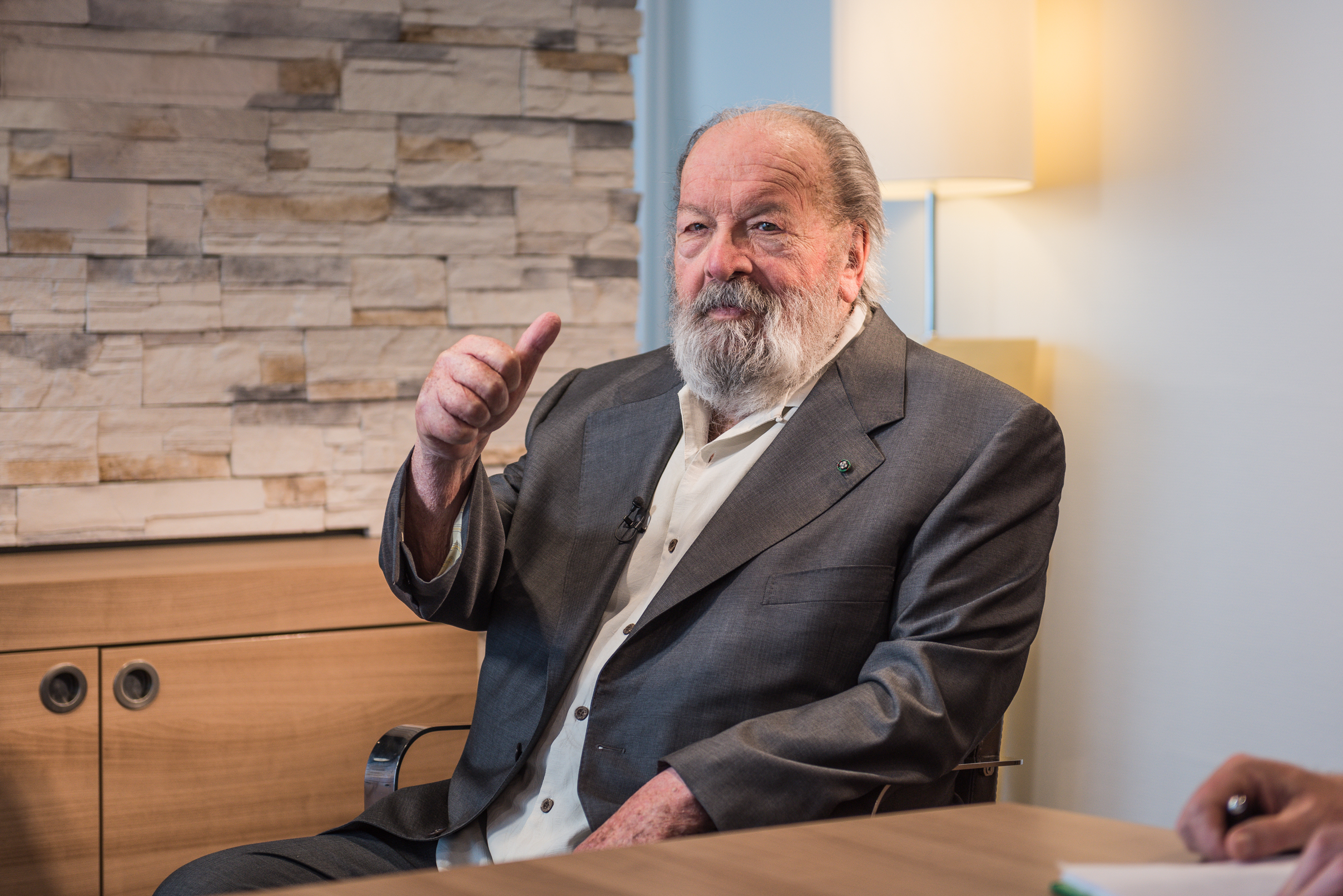
Bud Spencer (1929–2016)

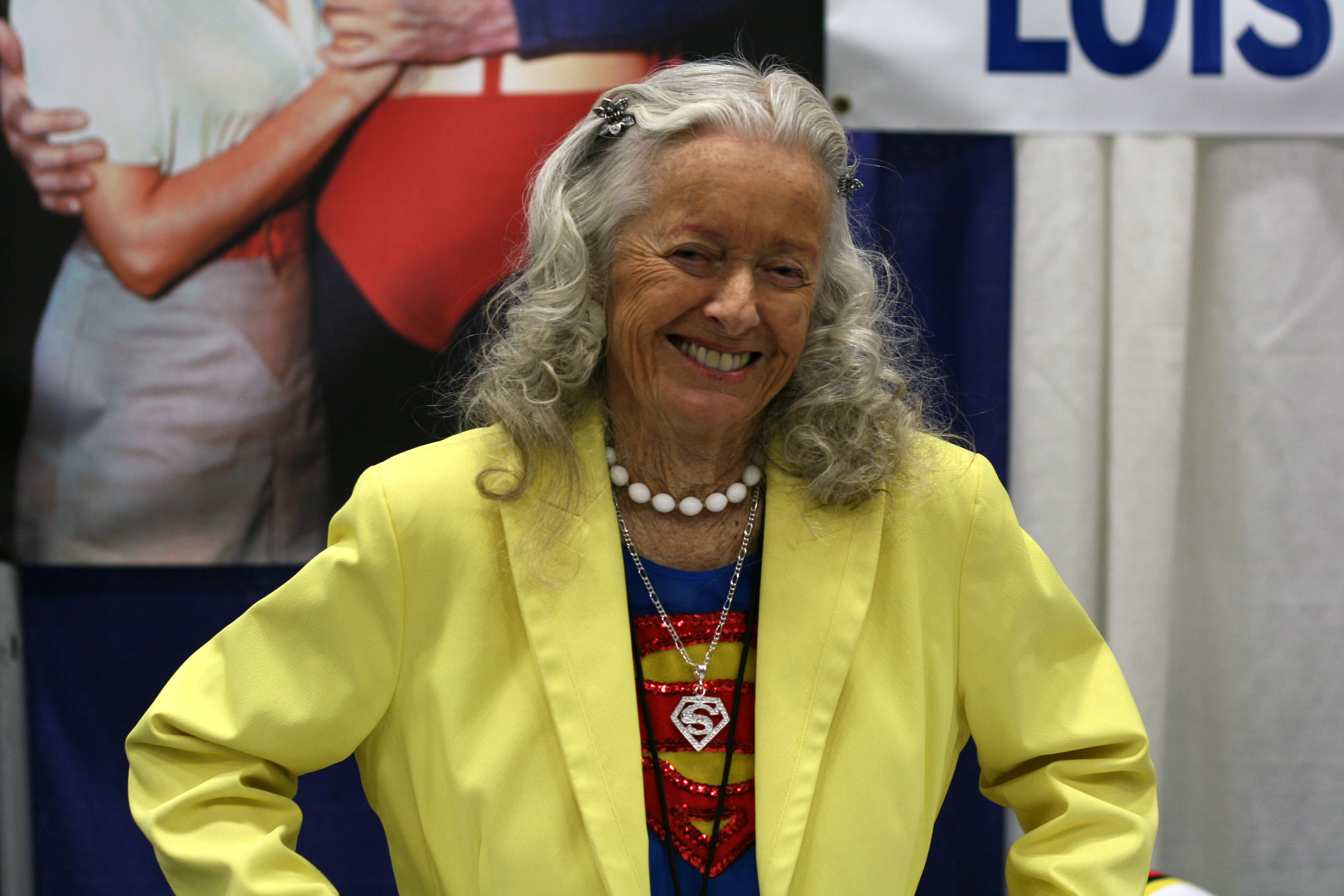
Noel Neill (1920–2016)

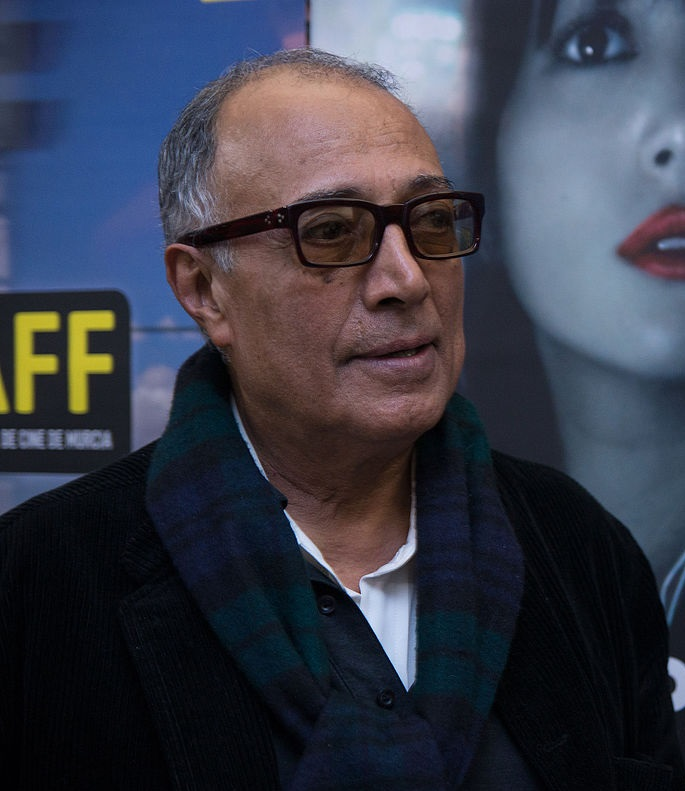
Abbas Kiarostami (1940–2016)

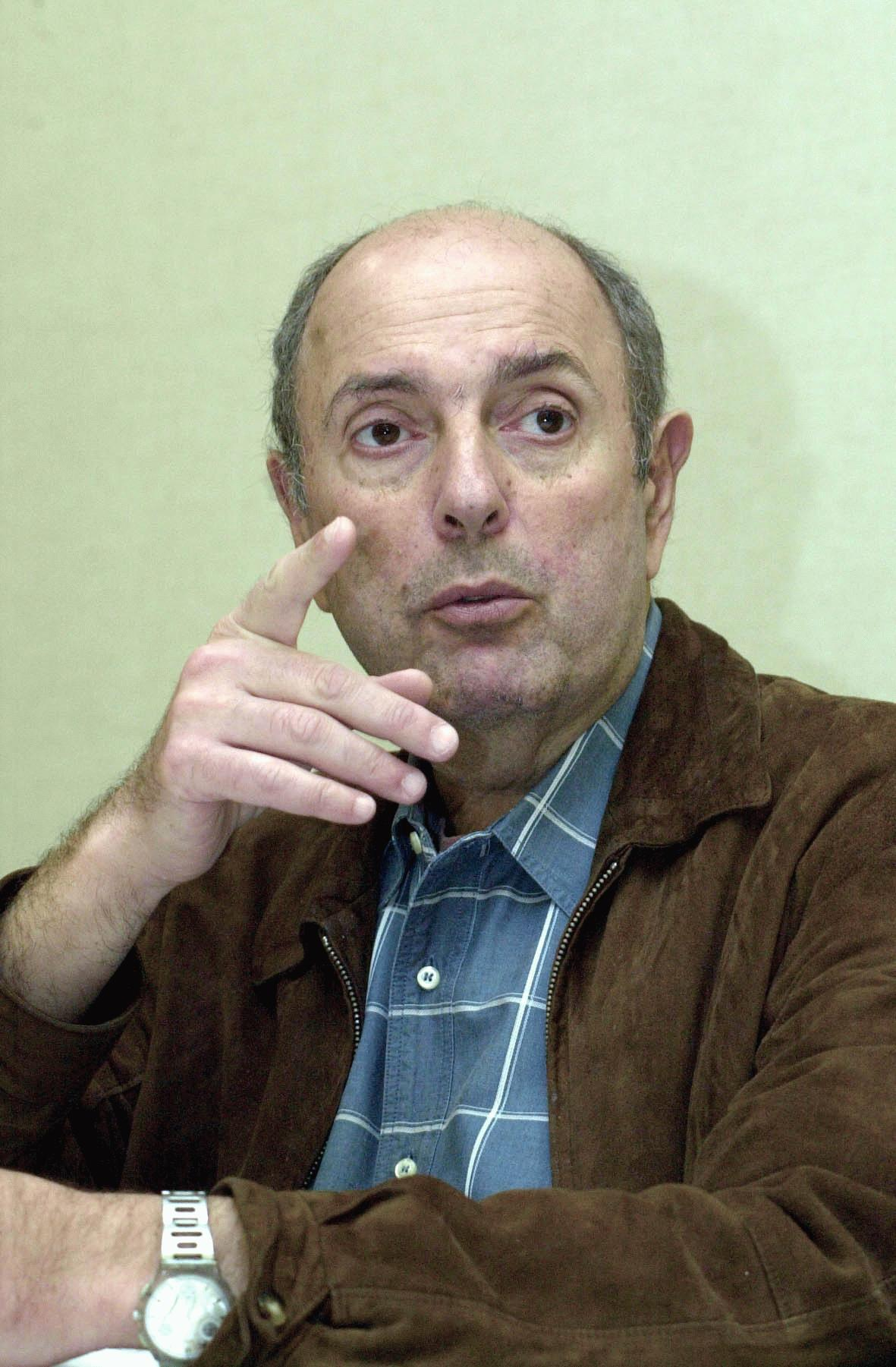
Héctor Babenco (1946–2016)

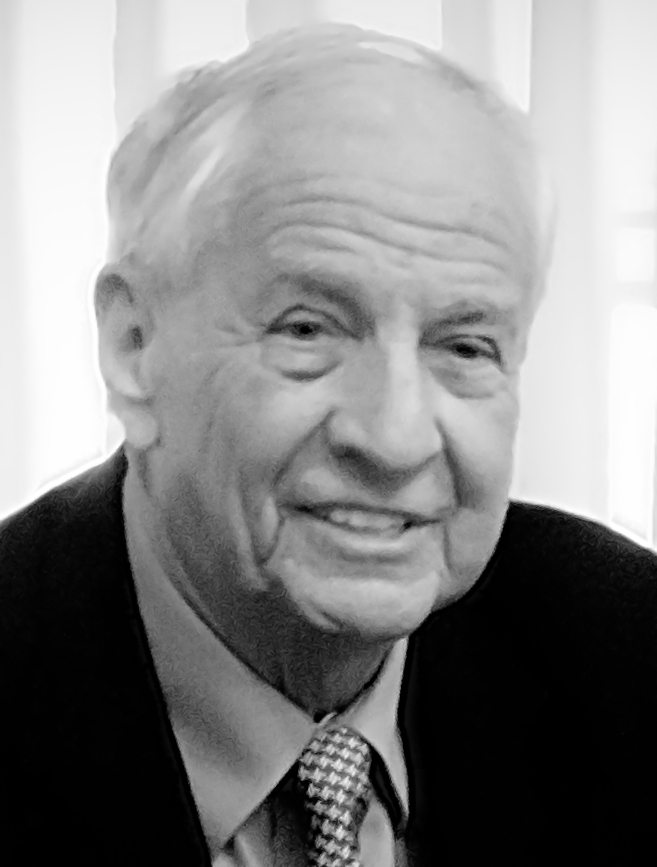
Garry Marshall (1934–2016)

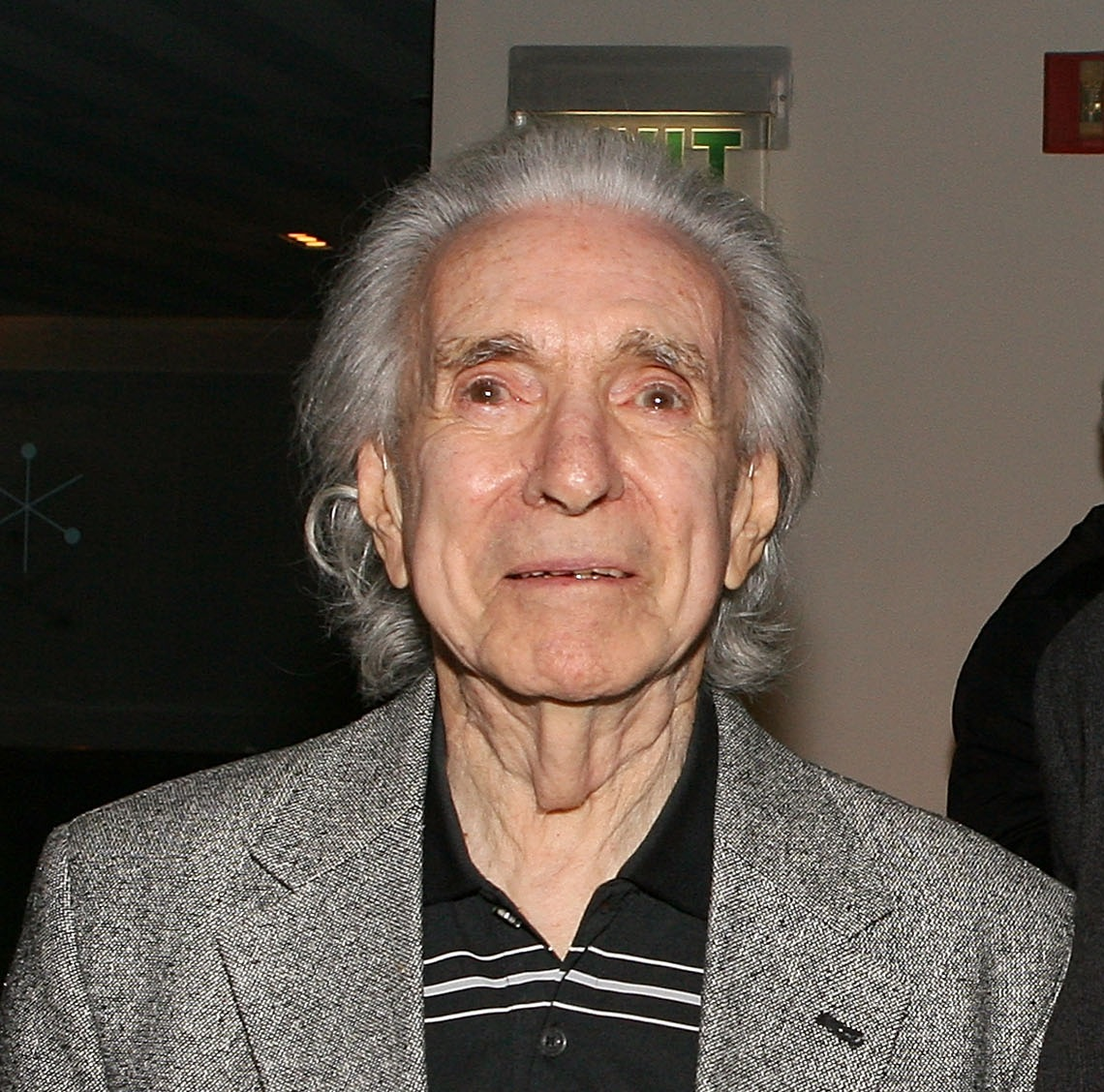
Arthur Hiller (1923–2016)

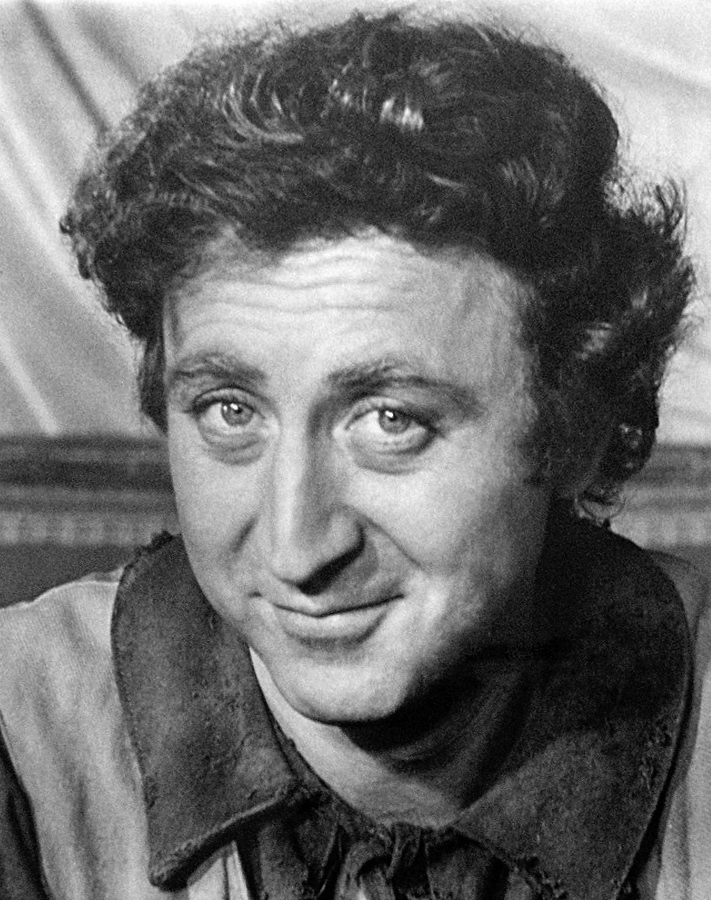
Gene Wilder (1933–2016)

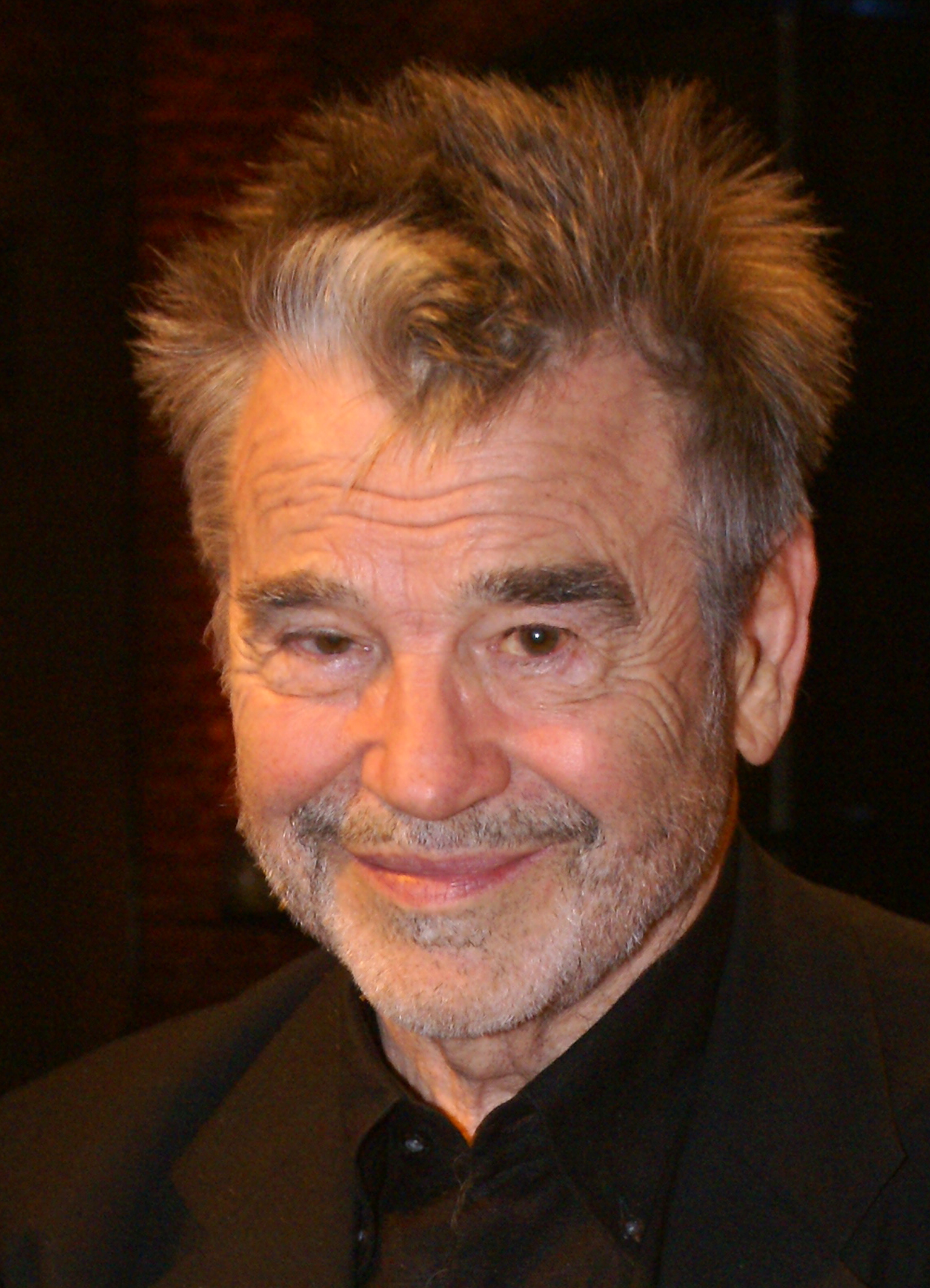
Hilmar Thate (1931–2016)

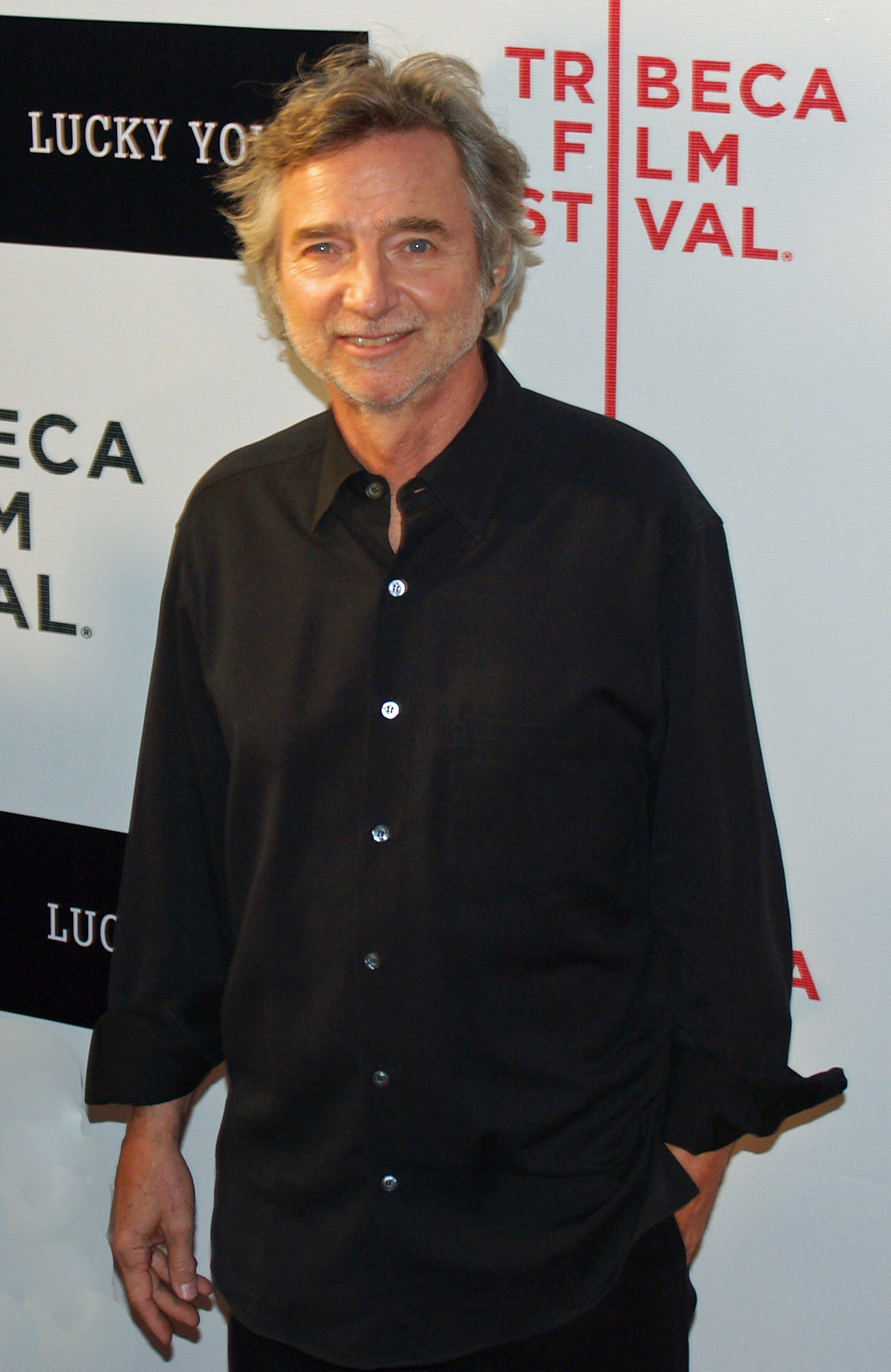
Curtis Hanson (1945–2016)

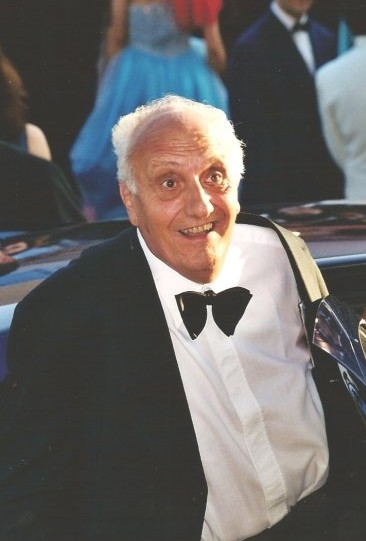
Pierre Tchernia (1928–2016)

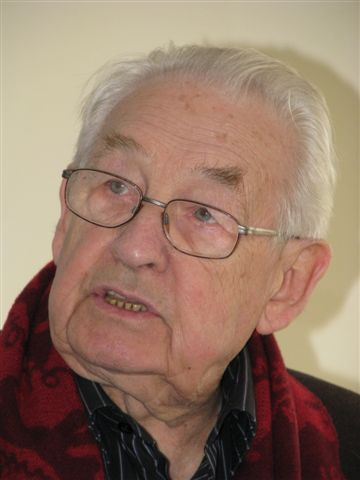
Andrzej Wajda (1926–2016)

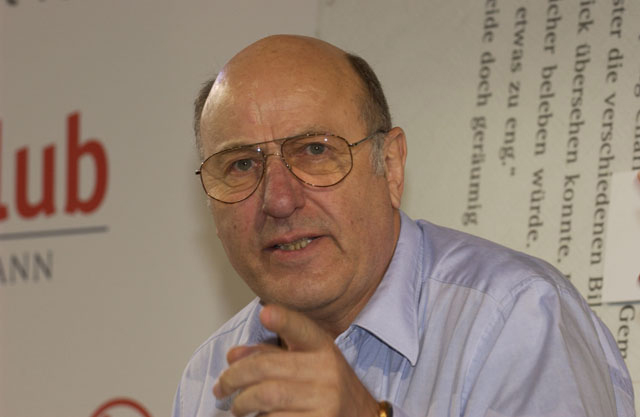
Manfred Krug (1937–2016)

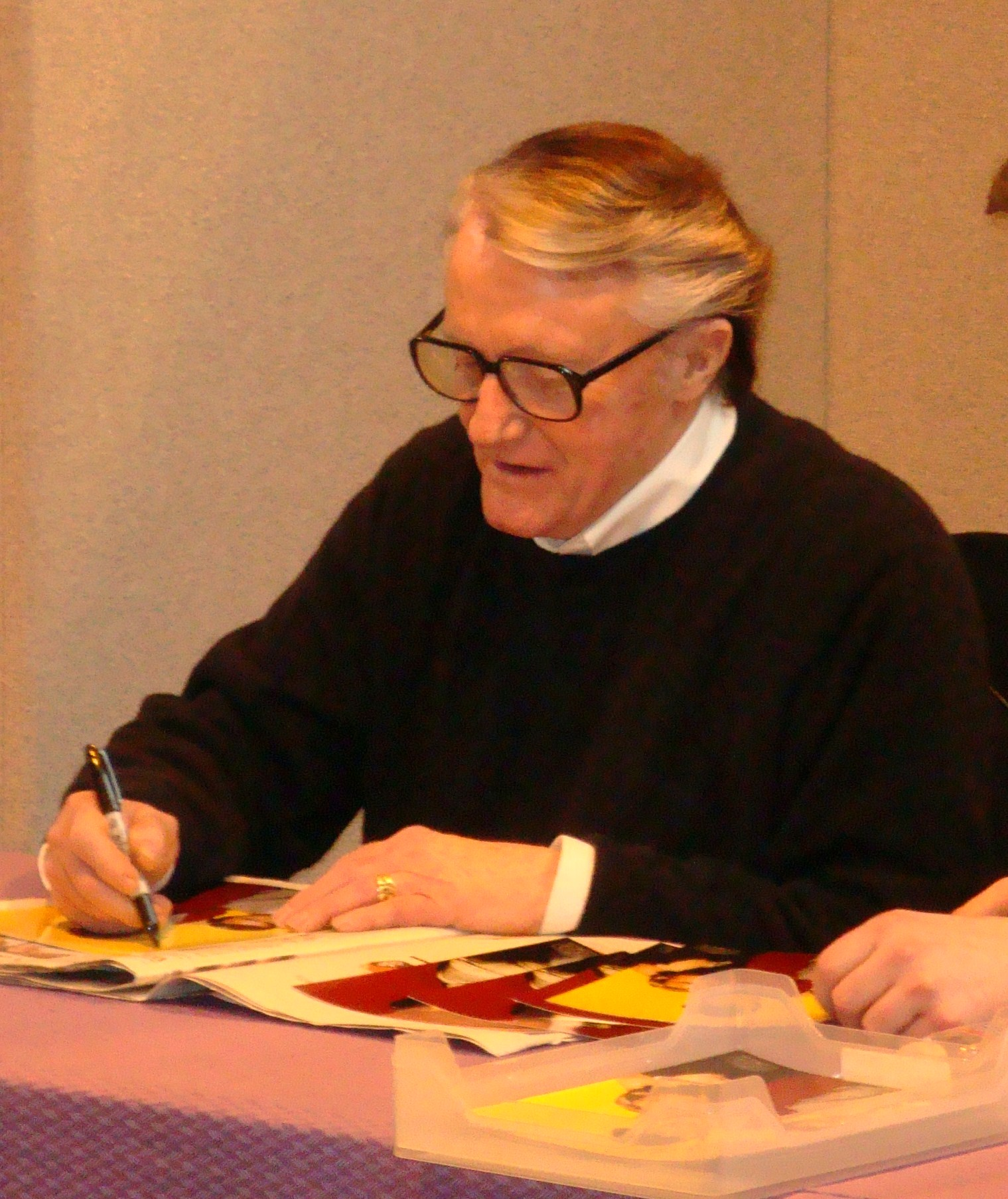
Robert Vaughn (1932–2016)

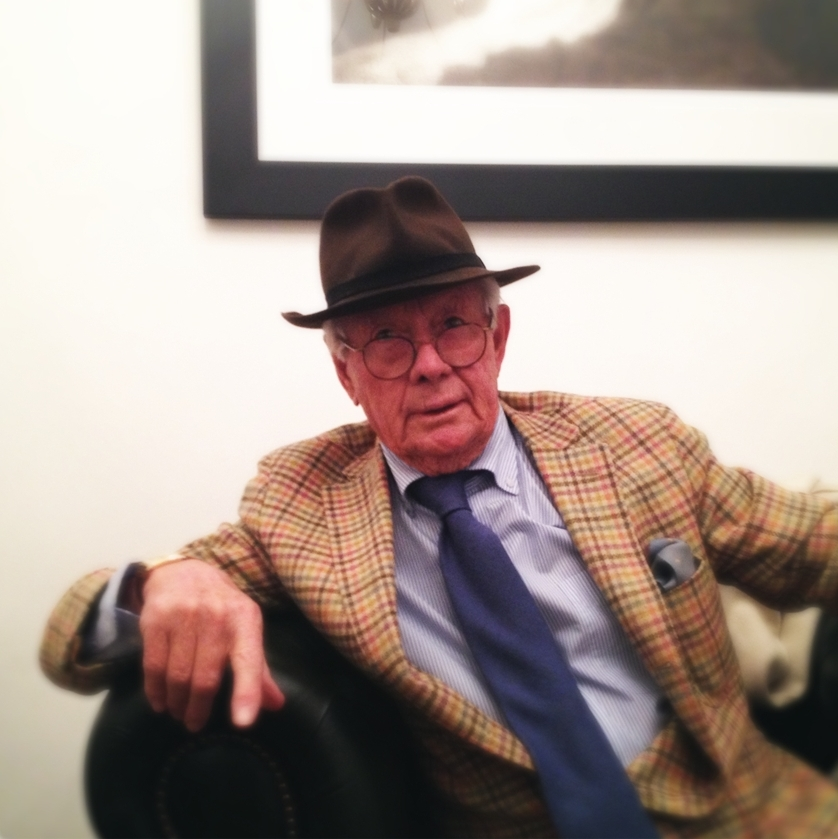
David Hamilton (1933–2016)

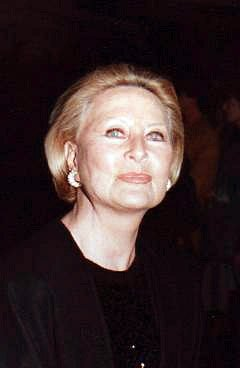
Michèle Morgan (1920–2016)

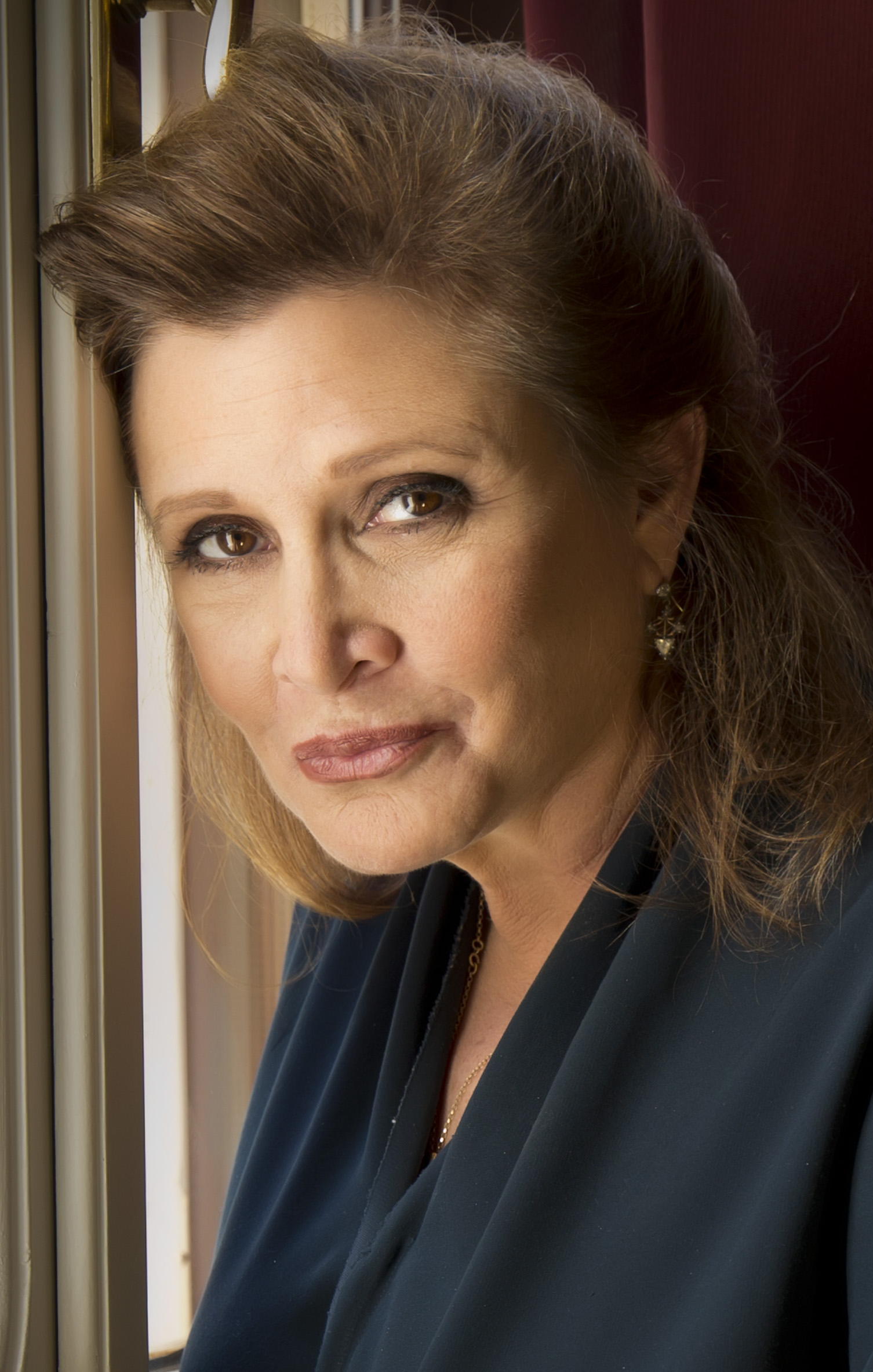
Carrie Fisher (1956–2016)

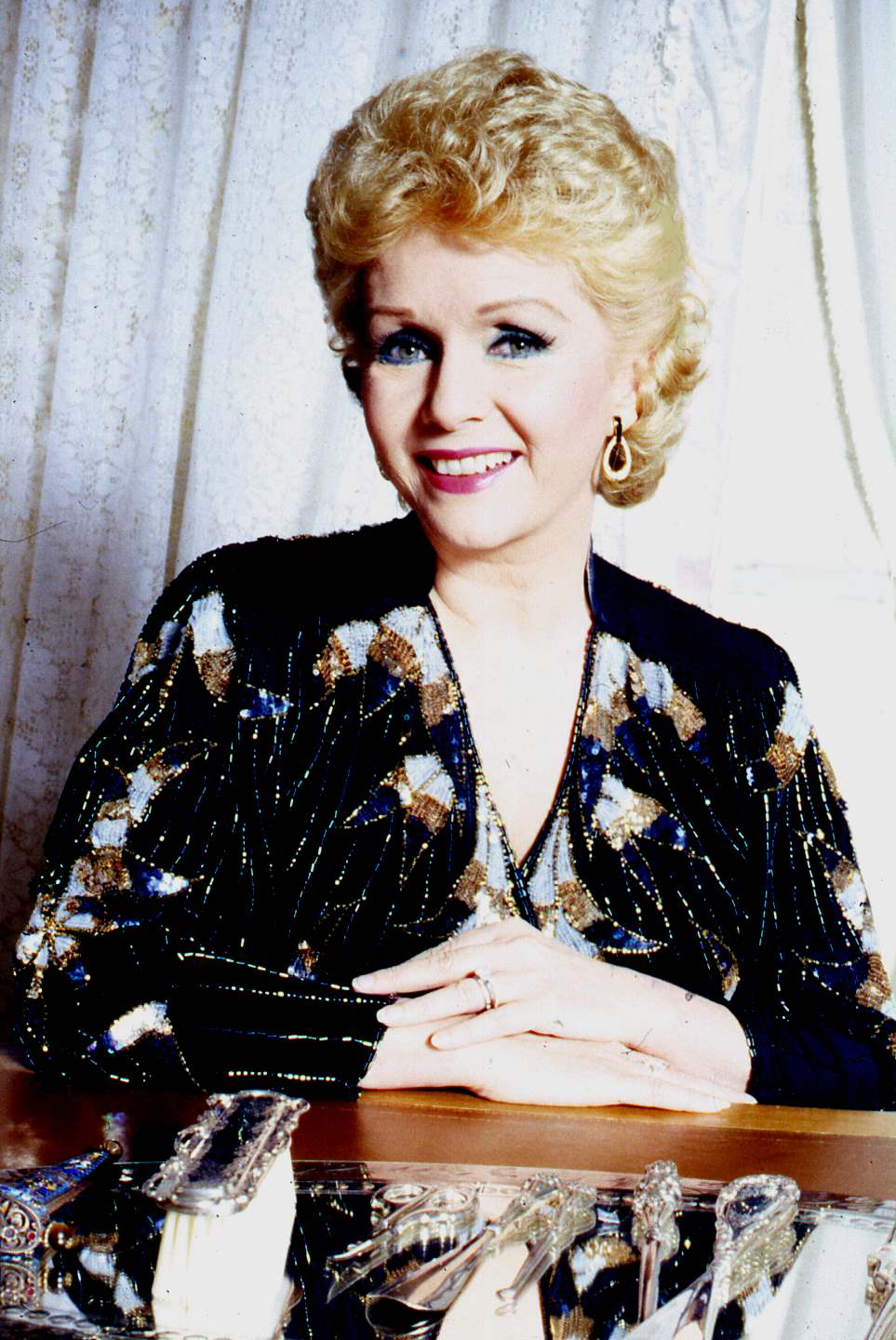
Debbie Reynolds (1932–2016)

### Januar bis März
Januar
- 01. Januar: Gilberto Mendes, brasilianischer Komponist und Schauspieler (* 1922)
- 01. Januar: Vilmos Zsigmond, ungarisch-US-amerikanischer Kameramann (* 1930)
- 02. Januar: Michel Delpech, französischer Sänger, Komponist und Schauspieler (* 1946)
- 03. Januar: Paul Bley, kanadischer Komponist (* 1932)
- 04. Januar: Michel Galabru, französischer Schauspieler und Komiker (* 1922)
- 04. Januar: Maja Maranow, deutsche Schauspielerin (* 1961)
- 04. Januar: Achim Mentzel, deutscher Musiker und Schauspieler (* 1946)
- 04. Januar: Robert Stigwood, australischer Produzent (* 1934)
- 05. Januar: Busso von Müller, deutscher Regisseur und Kameramann (* 1967)
- 06. Januar: Silvana Pampanini, italienische Schauspielerin (* 1925)
- 06. Januar: Gert Winkler, österreichischer Produzent und Regisseur (* 1942)
- 07. Januar: Tebbe Harms Kleen, deutscher Schauspieler (* 1932)
- 07. Januar: Richard Libertini, US-amerikanischer Schauspieler (* 1932)
- 09. Januar: Umberto Raho, italienischer Schauspieler (* 1922)
- 09. Januar: Angus Scrimm, US-amerikanischer Schauspieler (* 1926)
- 10. Januar: David Bowie, britischer Musiker und Schauspieler (* 1947)
- 10. Januar: Michael Galeota, US-amerikanischer Schauspieler (* 1984)
- 10. Januar: Jürgen Heimlich, deutscher Kameramann (* 1936)
- 11. Januar: Stanley Mann, kanadischer Drehbuchautor (* 1928)
- 11. Januar: John B. Mansbridge, US-amerikanischer Art Director und Production Designer (* 1917)
- 11. Januar: David Margulies, US-amerikanischer Schauspieler (* 1937)
- 12. Januar: Ruth Leuwerik, deutsche Schauspielerin (* 1924)
- 13. Januar: Brian Bedford, britischer Schauspieler (* 1935)
- 13. Januar: Conrad Phillips, britischer Schauspieler (* 1925)
- 14. Januar: Franco Citti, italienischer Schauspieler (* 1935)
- 14. Januar: Alan Rickman, britischer Schauspieler und Regisseur (* 1946)
- 15. Januar: Dan Haggerty, US-amerikanischer Schauspieler (* 1941)
- 17. Januar: Joachim Goll, deutscher Drehbuchautor (* 1925)
- 18. Januar: Glenn Frey, US-amerikanischer Musiker und Schauspieler (* 1948)
- 18. Januar: Sonja Kehler, deutsche Schauspielerin (* 1933)
- 19. Januar: Ettore Scola, italienischer Drehbuchautor und Regisseur (* 1931)
- 19. Januar: Sheila Sim, britische Schauspielerin (* 1922)
- 22. Januar: Walter Hoor, deutscher Schauspieler (* 1924)
- 23. Januar: Alfred Jungraithmayr, österreichischer Regisseur, Produzent und Drehbuchautor (* 1933)
- 25. Januar: Kalpana, indische Schauspielerin (* 1966)
- 26. Januar: Doris Abeßer, deutsche Schauspielerin und Synchronsprecherin (* 1935)
- 26. Januar: Tommy Kelly, US-amerikanischer Schauspieler (* 1925)
- 26. Januar: Abe Vigoda, US-amerikanischer Schauspieler (* 1921)
- 29. Januar: Jacques Rivette, französischer Regisseur, Drehbuchautor und Kritiker (* 1928)
- 30. Januar: Peter Braun, deutscher Drehbuchautor (* 1960)
- 30. Januar: Frank Finlay, britischer Schauspieler (* 1926)
- 31. Januar: Vincenzo Gamna, italienischer Schnittassistent, Dokumentarfilmer und Filmregisseur (* 1925)
- 31. Januar: Wolfgang Rademann, deutscher Produzent (* 1934)
- 31. Januar: Walter Wippersberg, österreichischer Drehbuchautor und Regisseur (* 1945)

Februar
- 01. Februar: Hans D. Bornhauser, deutscher Regisseur, Produzent, Drehbuchautor und Schauspieler (* 1941)
- 02. Februar: Aldo Bufi Landi, italienischer Schauspieler (* 1923)
- 03. Februar: Joe Alaskey, US-amerikanischer Schauspieler und Synchronsprecher (* 1952)
- 03. Februar: Maurice White, US-amerikanischer Sänger und Komponist (* 1941)
- 04. Februar: Haro Senft, deutscher Regisseur, Produzent und Drehbuchautor (* 1928)
- 04. Februar: Hasso Zorn, deutscher Schauspieler und Synchronsprecher (* 1931)
- 05. Februar: Ray Colcord, US-amerikanischer Komponist (* 1949)
- 05. Februar: Bodil Malmsten, schwedische Drehbuchautorin und Regisseurin (* 1944)
- 06. Februar: Sam Spence, US-amerikanischer Komponist (* 1927)
- 08. Februar: Margaret Forster, britische Drehbuchautorin (* 1938)
- 09. Februar: André van den Heuvel, niederländischer Schauspieler und Regisseur (* 1927)
- 09. Februar: Donald E. Thorin, US-amerikanischer Kameramann (* 1934)
- 10. Februar: Gianni Barcelloni, italienischer Drehbuchautor, Produzent und Regisseur (* 1942)
- 10. Februar: Juri Dumtschew, russischer Schauspieler (* 1958)
- 12. Februar: Kenny Easterday, US-amerikanischer Schauspieler (* 1973)
- 15. Februar: George Gaynes, US-amerikanischer Schauspieler (* 1917)
- 15. Februar: Jean Rabier, französischer Kameramann (* 1927)
- 15. Februar: Vanity, kanadische Schauspielerin (* 1959)
- 17. Februar: Alexander Gutman, russischer Regisseur (* 1945)
- 17. Februar: Chaim Levano, niederländischer Schauspieler (* 1928)
- 17. Februar: Ray West, US-amerikanischer Tontechniker (* 1925)
- 17. Februar: Andrzej Żuławski, polnischer Regisseur, Drehbuchautor und Schauspieler (* 1940)
- 18. Februar: Federik Mirdita, österreichischer Regisseur (* 1931)
- 18. Februar: Dorothea Walda, deutsche Schauspielerin (* 1931)
- 20. Februar: Ove Verner Hansen, dänischer Schauspieler (* 1932)
- 20. Februar: Jon Rollason, britischer Schauspieler (* 1931)
- 22. Februar: Margit Geissler-Rothemund, deutsche Schauspielerin (* 1958)
- 22. Februar: Hans Reffert, deutscher Komponist (* 1946)
- 22. Februar: Douglas Slocombe, britischer Kameramann (* 1913)
- 22. Februar: Erika Stiska, deutsche Schauspielerin (* 1926)
- 23. Februar: Antanas Janauskas, litauischer Animator und Regisseur (* 1937)
- 23. Februar: Peter Lustig, deutscher Schauspieler (* 1937)
- 24. Februar: Adriana Benetti, italienische Schauspielerin (* 1919)
- 24. Februar: Colin Low, kanadischer Regisseur, Produzent und Animator (* 1926)
- 25. Februar: Tony Burton, US-amerikanischer Schauspieler (* 1937)
- 25. Februar: Jim Clark, britischer Filmeditor und Regisseur (* 1931)
- 25. Februar: François Dupeyron, französischer Regisseur und Drehbuchautor (* 1950)
- 25. Februar: Zdeněk Smetana, tschechischer Zeichner, Drehbuchautor und Regisseur (* 1925)
- 26. Februar: Antony Gibbs, britischer Filmeditor (* 1925)
- 26. Februar: Stefan Lisewski, deutscher Schauspieler (* 1933)
- 28. Februar: Elisabeth Büttner, deutsche Filmwissenschaftlerin (* 1961)
- 28. Februar: Frank Kelly, irischer Schauspieler (* 1938)
- 28. Februar: George Kennedy, US-amerikanischer Schauspieler (* 1925)
- 29. Februar: Alice Arlen, US-amerikanische Drehbuchautorin (* 1940)
- 29. Februar: Gilbert R. Hill, US-amerikanischer Schauspieler (* 1931)

März
- 01. März: Delle Haensch, deutscher Arrangeur und Komponist (* 1926)
- 01. März: Tony Warren, britischer Drehbuchautor (* 1936)
- 02. März: Noémia Delgado, portugiesische Regisseurin, Filmeditorin und Drehbuchautorin (* 1933)
- 03. März: Natalja Kratschkowskaja, russische Schauspielerin (* 1938)
- 04. März: Pat Conroy, US-amerikanischer Drehbuchautor (* 1945)
- 04. März: P. K. Nair, indischer Filmwissenschaftler und -archivar (* 1933)
- 05. März: Giorgio Ariani, italienischer Schauspieler (* 1941)
- 05. März: James Douglas, US-amerikanischer Schauspieler (* 1929)
- 05. März: Nikolaus Harnoncourt, österreichischer Dirigent (* 1929)
- 05. März: Edzard Wüstendörfer, deutscher Schauspieler (* 1925)
- 06. März: Nancy Reagan, US-amerikanische Schauspielerin (* 1921)
- 07. März: Jim Mitchell, US-amerikanischer Studiomusiker (* ≈1935)
- 07. März: Michael White, britischer Produzent (* 1936)
- 08. März: Richard Davalos, US-amerikanischer Schauspieler (* 1930)
- 08. März: George Martin, britischer Komponist (* 1926)
- 08. März: Claus Ogerman, deutschamerikanischer Komponist (* 1930)
- 10. März: Ken Adam, deutsch-britischer Szenenbildner (* 1921)
- 10. März: Heinz Badewitz, deutscher Filmschaffender und Festivalleiter (* 1941)
- 10. März: Keith Emerson, britischer Komponist (* 1944)
- 11. März: Shawn Elliott, puerto-ricanischer Schauspieler und Sänger (* ≈1936)
- 11. März: Nicole Maurey, französische Schauspielerin (* 1925)
- 11. März: Dragan Nikolić, serbischer Schauspieler (* 1943)
- 13. März: Adrienne Corri, britische Schauspielerin (* 1930)
- 13. März: Masanobu Deme, japanischer Regisseur (* 1932)
- 14. März: Nicolau Breyner, portugiesischer Schauspieler, Drehbuchautor und Regisseur (* 1940)
- 14. März: Peter Maxwell Davies, britischer Komponist (* 1934)
- 14. März: Riccardo Garrone, italienischer Schauspieler (* 1926)
- 14. März: Carlo Rola, deutscher Regisseur, Produzent und Drehbuchautor (* 1958)
- 16. März: Sylvia Anderson, britische Regisseurin, Produzentin und Synchronsprecherin (* 1927)
- 16. März: Frank Sinatra junior, US-amerikanischer Schauspieler und Komponist (* 1944)
- 16. März: Hugo Strasser, deutscher Komponist (* 1922)
- 17. März: Rudolf Waldemar Brem, deutscher Schauspieler und Produzent (* 1948)
- 17. März: Larry Drake, US-amerikanischer Schauspieler (* 1950)
- 17. März: Jean Prodromidès, französischer Komponist (* 1927)
- 18. März: Carlo Di Carlo, italienischer Dokumentarfilmer (* 1938)
- 18. März: Barry Hines, britischer Drehbuchautor (* 1939)
- 18. März: Jan Němec, tschechischer Regisseur und Drehbuchautor (* 1936)
- 18. März: Joe Santos, US-amerikanischer Schauspieler (* 1931)
- 21. März: Peter Brown, US-amerikanischer Schauspieler (* 1935)
- 21. März: Alexander Lhotzky, österreichischer Schauspieler (* 1959)
- 22. März: Richard Bradford, US-amerikanischer Schauspieler (* 1934)
- 22. März: Rita Gam, US-amerikanische Schauspielerin (* 1927)
- 23. März: Ken Howard, US-amerikanischer Schauspieler (* 1944)
- 23. März: Dmitri Iwanowitsch Sidorow, russischer Dokumentarfilmregisseur (* 1962)
- 23. März: Tom Whedon, US-amerikanischer Drehbuchautor und Fernsehproduzent (* 1932)
- 24. März: Roger Cicero, deutscher Sänger und Schauspieler (* 1970)
- 24. März: Earl Hamner junior, US-amerikanischer Drehbuchautor und Produzent (* 1923)
- 24. März: Garry Shandling, US-amerikanischer Schauspieler, Produzent und Drehbuchautor (* 1949)
- 25. März: Josef Anton Riedl, deutscher Komponist (* 1929)
- 26. März: Jim Harrison, US-amerikanischer Drehbuchautor (* 1937)
- 26. März: Marinko Madžgalj, serbischer Schauspieler und Drehbuchautor (* 1978)
- 27. März: Alain Decaux, französischer Drehbuchautor (* 1925)
- 28. März: James Noble, US-amerikanischer Schauspieler (* 1922)
- 29. März: Frank De Felitta, US-amerikanischer Regisseur, Drehbuchautor und Produzent (* 1921)
- 29. März: Patty Duke, US-amerikanische Schauspielerin und Sängerin (* 1946)
- 30. März: Francisco Algora, spanischer Schauspieler (* 1948)
- 30. März: Erna Waßmer, deutsche Schauspielerin (* 1933)
- 30. März: Tamara Wyss, deutsche Dokumentarfilm-Regisseurin (* 1950)
- 31. März: Ronnie Corbett, britischer Schauspieler (* 1930)
- 31. März: Terry Plumeri, US-amerikanischer Musiker und Komponist (* 1944)
- 31. März: Douglas Wilmer, britischer Schauspieler (* 1920)

### April bis Juni
April
- 02. April: Gato Barbieri, argentinischer Komponist (* 1932)
- 02. April: Boris Hybner, tschechischer Schauspieler, Drehbuchautor und Regisseur (* 1941)
- 02. April: Amber Rayne, US-amerikanische Pornodarstellerin (* 1984)
- 03. April: Don Francks, kanadischer Schauspieler (* 1932)
- 03. April: Bill Henderson, US-amerikanischer Sänger und Schauspieler (* 1926)
- 03. April: Lola Novaković, jugoslawische Sängerin und Schauspielerin (* 1935)
- 04. April: Dieter Haspel, österreichischer Schauspieler und Regisseur (* 1943)
- 04. April: Chus Lampreave, spanische Schauspielerin (* 1930)
- 05. April: Barbara Turner, US-amerikanische Drehbuchautorin und Schauspielerin (* 1936)
- 06. April: Merle Haggard, US-amerikanischer Musiker und Schauspieler (* 1937)
- 07. April: Hendrikje Fitz, deutsche Schauspielerin (* 1961)
- 08. April: Mircea Albulescu, rumänischer Schauspieler (* 1934)
- 08. April: Keith Hefner, US-amerikanischer Schauspieler (* 1929)
- 08. April: Dieter Thomas, deutscher Kabarettist und Schauspieler (* 1947)
- 09. April: Tony Conrad, US-amerikanischer Filmemacher (* 1940)
- 10. April: Erika Rabau, deutsche Fotografin und Schauspielerin (* ?)
- 12. April: Anne Jackson, US-amerikanische Schauspielerin und Produzentin (* 1926)
- 12. April: Arnold Wesker, britischer Drehbuchautor (* 1932)
- 13. April: Julio García Espinosa, kubanischer Drehbuchautor und Regisseur (* 1926)
- 13. April: Gareth Thomas, britischer Schauspieler (* 1945)
- 14. April: Ilija Ivezić, kroatischer Schauspieler (* 1926)
- 15. April: Morag Siller, britische Schauspielerin (* 1969)
- 16. April: Rod Daniel, US-amerikanischer Regisseur und Produzent (* 1942)
- 16. April: Kit West, britischer Spezialeffektkünstler (* 1936)
- 17. April: Doris Roberts, US-amerikanische Schauspielerin (* 1925)
- 18. April: Cox Habbema, niederländische Schauspielerin (* 1944)
- 18. April: Eva Henning, schwedische Schauspielerin (* 1920)
- 19. April: Ronit Elkabetz, israelische Schauspielerin, Regisseurin und Drehbuchautorin (* 1964)
- 19. April: Karl-Heinz von Hassel, deutscher Schauspieler (* 1939)
- 20. April: Guy Hamilton, britischer Regisseur (* 1922)
- 20. April: Victoria Wood, britische Drehbuchautorin, Komikerin, Schauspielerin und Produzentin (* 1953)
- 21. April: Reinhard Friedrich, deutscher Schauspieler (* 1957)
- 21. April: Marco Leto, italienischer Regisseur und Drehbuchautor (* 1931)
- 21. April: Prince, US-amerikanischer Sänger, Schauspieler, Regisseur und Komponist (* 1958)
- 22. April: Josef Wierer, deutscher Schauspieler (* 1930)
- 23. April: Çetin İpekkaya, deutsch-türkischer Schauspieler (* 1937)
- 23. April: Madeleine Sherwood, kanadische Schauspielerin (* 1922)
- 24. April: Papa Wemba, kongolesischer Schauspieler und Komponist (* 1949)
- 25. April: Rudolf Wessely, österreichischer Schauspieler (* 1925)
- 26. April: Ugo Adinolfi, italienischer Schauspieler (* 1943)
- 26. April: Arne Elsholtz, deutscher Schauspieler, Synchronsprecher, -regisseur und Drehbuchautor (* 1944)
- 26. April: Masako Togawa, japanische Schriftstellerin und Schauspielerin (* 1931)
- 27. April: Wolfgang Hess, schweizerischer Schauspieler und Synchronsprecher (* 1937)
- 30. April: Uwe Friedrichsen, deutscher Schauspieler und Synchronsprecher (* 1934)

Mai
- 01. Mai: Madeleine Lebeau, französische Schauspielerin (* 1923)
- 01. Mai: Andreas Thieck, deutscher Synchronsprecher (* 1942)
- 03. Mai: Karol Machata, slowakischer Schauspieler (* 1928)
- 05. Mai: Isao Tomita, japanischer Komponist (* 1932)
- 06. Mai: Reg Grundy, australischer Fernsehproduzent (* 1923)
- 06. Mai: Niklaus Schilling, Schweizer Filmregisseur, Kameramann, Filmeditor und Drehbuchautor (* 1944)
- 08. Mai: Tonita Castro, US-amerikanische Schauspielerin (* ?)
- 08. Mai: William Schallert, US-amerikanischer Schauspieler (* 1922)
- 09. Mai: Reinfried Keilich, deutscher Schauspieler und Drehbuchautor (* 1938)
- 11. Mai: Franz Viehmann, deutscher Schauspieler (* 1939)
- 12. Mai: Werner Pfeifer, deutscher Schauspieler (* 1929)
- 13. Mai: Christophe Lambert, französischer Filmproduzent (* 1964)
- 15. Mai: Oya Aydoğan, türkische Schauspielerin (* 1957)
- 15. Mai: Wolfgang Gropper, deutscher Schauspieler (* 1944)
- 16. Mai: Moidele Bickel, deutsche Kostümbildnerin (* 1937)
- 16. Mai: François Maistre, französischer Schauspieler (* 1925)
- 17. Mai: Yūko Mizutani, japanische Schauspielerin und Synchronsprecherin (* 1964)
- 19. Mai: Alexandre Astruc, französischer Regisseur, Drehbuchautor und Filmkritiker (* 1923)
- 19. Mai: Alan Young, kanadisch-britischer Schauspieler (* 1919)
- 22. Mai: Adolf Born, tschechischer Regisseur und Drehbuchautor (* 1930)
- 22. Mai: Ingeborg Heydorn, deutsche Schauspielerin (* 1930)
- 22. Mai: Bata Živojinović, serbischer Schauspieler (* 1933)
- 23. Mai: Joe Fleishaker, US-amerikanischer Schauspieler (* ca. 1954)
- 24. Mai: Buck Kartalian, US-amerikanischer Schauspieler (* 1922)
- 24. Mai: Burt Kwouk, britischer Schauspieler (* 1930)
- 26. Mai: Angela Paton, US-amerikanische Schauspielerin (* 1930)
- 27. Mai: Charles L. Bitsch, französischer Regisseur, Drehbuchautor und Kameramann (* 1931)
- 27. Mai: Jürgen Wilke, deutscher Schauspieler (* 1928)
- 28. Mai: Giorgio Albertazzi, italienischer Schauspieler und Fernsehregisseur (* 1923)

Juni
- 06. Juni: Theresa Saldana, US-amerikanische Schauspielerin (* 1954)
- 06. Juni: Peter Shaffer, britischer Drehbuchautor (* 1926)
- 10. Juni: Mimmo Palmara, italienischer Schauspieler und Synchronsprecher (* 1928)
- 11. Juni: Trudi Roth, Schweizer Schauspielerin (* 1930)
- 13. Juni: Michu Meszaros, ungarischer Schauspieler (* 1939)
- 14. Juni: Lidia Biondi, italienische Schauspielerin (* 1942)
- 14. Juni: Ronnie Claire Edwards, US-amerikanische Schauspielerin (* 1933)
- 14. Juni: Ann Guilbert, US-amerikanische Schauspielerin (* 1928)
- 19. Juni: Götz George, deutscher Schauspieler (* 1938)
- 19. Juni: Anton Yelchin, US-amerikanischer Schauspieler (* 1989)
- 20. Juni: Gerald Paradies, deutscher Schauspieler und Synchronsprecher (* 1956)
- 22. Juni: Andrzej Kondratiuk, polnischer Regisseur, Drehbuchautor und Kameramann (* 1936)
- 23. Juni: Peter Morley, britischer Dokumentarfilmer und Fernsehproduzent (* 1924)
- 25. Juni: Peter Asmussen, dänischer Drehbuchautor (* 1957)
- 25. Juni: Silvia Fenz, österreichische Schauspielerin (* 1940)
- 25. Juni: Giuseppe Ferrara, italienischer Filmkritiker, Dokumentarfilmer, Filmregisseur und Drehbuchautor (* 1932)
- 26. Juni: Nicole Courcel, französische Schauspielerin (* 1931)
- 27. Juni: Aharon Ipalé, israelischer Schauspieler (* 1941)
- 27. Juni: Bud Spencer, italienischer Schauspieler (* 1929)
- 30. Juni: Bengt von zur Mühlen, deutscher Filmproduzent (* 1932)

### Juli bis September
Juli
- 01. Juli: Robin Hardy, britischer Regisseur und Drehbuchautor (* 1929)
- 02. Juli: Michael Cimino, US-amerikanischer Regisseur (* 1939)
- 02. Juli: Roger Dumas, französischer Schauspieler (* 1932)
- 02. Juli: Euan Lloyd, britischer Produzent (* 1923)
- 02. Juli: Hans Moser, deutscher Regisseur und Produzent (* 1944)
- 02. Juli: Camilo de Oliveira, portugiesischer Schauspieler (* 1924)
- 03. Juli: Rudolf Donath, deutscher Schauspieler und Regisseur (* 1932)
- 03. Juli: Noel Neill, US-amerikanische Schauspielerin (* 1920)
- 04. Juli: Abbas Kiarostami, iranischer Drehbuchautor und Regisseur (* 1940)
- 04. Juli: Martina Servatius, deutsche Schauspielerin (* 1954)
- 07. Juli: Guilherme Karan, brasilianischer Schauspieler (* 1957)
- 08. Juli: Jacques Rouffio, französischer Regisseur, Drehbuchautor und Produzent (* 1928)
- 09. Juli: Norman Abbott, US-amerikanischer Regisseur und Produzent (* 1922)
- 09. Juli: Hugo Niebeling, deutscher Regisseur und Filmemacher (* 1931)
- 11. Juli: Emma Cohen, spanische Schauspielerin (* 1946)
- 11. Juli: Corrado Farina, italienischer Regisseur und Drehbuchautor (* 1939)
- 11. Juli: Peter Fröhlich, österreichischer Schauspieler (* 1938)
- 12. Juli: Miriam Pielhau, deutsche Schauspielerin (* 1975)
- 13. Juli: Héctor Babenco, argentinisch-brasilianischer Regisseur (* 1946)
- 14. Juli: Eric Bergren, US-amerikanischer Drehbuchautor (* 1954)
- 18. Juli: Ossy Kolmann, österreichischer Schauspieler (* 1928)
- 18. Juli: Billy Name, US-amerikanischer Schauspieler (* 1940)
- 19. Juli: Garry Marshall, US-amerikanischer Regisseur, Schauspieler und Filmproduzent (* 1934)
- 20. Juli: Klaus Spürkel, deutscher Schauspieler (* 1948)
- 22. Juli: Christian Kreß, deutscher Schauspieler und Regisseur (* 1971)
- 25. Juli: Benito Wogatzki, deutscher Drehbuchautor (* 1932)
- 27. Juli: Jerry Doyle, US-amerikanischer Schauspieler (* 1956)
- 29. Juli: Vivean Gray, britisch-australische Schauspielerin (* 1924)
- 30. Juli: Gloria DeHaven, US-amerikanische Schauspielerin (* 1925)

August
- 02. August: Terence Bayler, neuseeländischer Schauspieler (* 1930)
- 02. August: David Huddleston, US-amerikanischer Schauspieler (* 1930)
- 02. August: Kurt Weiler, deutscher Regisseur (* 1921)
- 07. August: Sagan Lewis, US-amerikanische Schauspielerin (* 1953)
- 08. August: Barry Jenner, US-amerikanischer Schauspieler (* 1941)
- 08. August: Karl-Heinz Rothin, deutscher Schauspieler (* 1927)
- 09. August: Gerhard Tötschinger, österreichischer Schauspieler (* 1946)
- 10. August: Franco Ukmar, italienischer Stuntman und Schauspieler (* 1936)
- 11. August: Carlos Werner, deutscher Schauspieler (* 1921)
- 13. August: Kenny Baker, britischer Schauspieler (* 1934)
- 14. August: Fyvush Finkel, US-amerikanischer Schauspieler (* 1922)
- 16. August: Edi Huber, Schweizer Schauspieler und Regisseur (* 1927)
- 17. August: Arthur Hiller, kanadischer Regisseur (* 1923)
- 17. August: John Martinus, dänischer Schauspieler (* 1939)
- 19. August: Jack Riley, US-amerikanischer Synchronsprecher und Schauspieler (* 1935)
- 20. August: Brian Rix, britischer Schauspieler (* 1924)
- 20. August: Morton Schindel, US-amerikanischer Filmproduzent (* 1918)
- 21. August: Berry Lipman, deutscher Komponist (* 1921)
- 21. August: Marin Moraru, rumänischer Schauspieler (* 1937)
- 22. August: Toots Thielemans, belgischer Komponist (* 1922)
- 23. August: Steven Hill, US-amerikanischer Schauspieler (* 1922)
- 25. August: Maria Eugénia, portugiesische Schauspielerin (* 1927)
- 25. August: Marvin Kaplan, US-amerikanischer Schauspieler (* 1927)
- 29. August: Ann Smyrner, dänische Schauspielerin (* 1934)
- 29. August: Vedat Türkali, türkischer Drehbuchautor (* 1919)
- 29. August: Gene Wilder, US-amerikanischer Schauspieler, Komiker, Drehbuchautor und Regisseur (* 1933)
- 30. August: Sigrid Marquardt, österreichische Schauspielerin (* 1924)

September
- 02. September: Jon Polito, US-amerikanischer Schauspieler (* 1950)
- 03. September: Wolfgang Urchs, deutscher Animator (* 1922)
- 05. September: Hugh O’Brian, US-amerikanischer Schauspieler (* 1925)
- 07. September: Massimo Felisatti, italienischer Drehbuchautor (* 1932)
- 11. September: Alexis Arquette, US-amerikanische Sängerin und Schauspielerin (* 1969)
- 13. September: Jack Hofsiss, US-amerikanischer Regisseur (* 1950)
- 14. September: Hilmar Thate, deutscher Schauspieler (* 1931)
- 15. September: Rolf Losansky, deutscher Regisseur und Drehbuchautor (* 1931)
- 15. September: James Stacy, US-amerikanischer Schauspieler (* 1936)
- 16. September: Tarık Akan, türkischer Schauspieler (* 1949)
- 17. September: Charmian Carr, US-amerikanische Schauspielerin (* 1942)
- 19. September: Bobby Breen, kanadisch-US-amerikanischer Kinderschauspieler (* 1927)
- 20. September: Curtis Hanson, US-amerikanischer Regisseur, Drehbuchautor und Filmproduzent (* 1945)
- 21. September: Donald Arthur, US-amerikanischer Schauspieler und Synchronsprecher (* 1937)
- 22. September: Gian Luigi Rondi, italienischer Filmkritiker und Filmemacher (* 1921)
- 24. September: Bill Nunn, US-amerikanischer Schauspieler (* 1953)
- 25. September: Michael Altmann, deutscher Schauspieler (* 1943)
- 25. September: Hans Korte, deutscher Schauspieler und Synchronsprecher (* 1929)
- 26. September: Herschell Gordon Lewis, US-amerikanischer Filmemacher (* 1929)
- 27. September: Sebastian Papaiani, rumänischer Schauspieler (* 1936)
- 28. September: Agnes Nixon, US-amerikanische Drehbuchautorin (* 1927)
- 29. September: Oliver Krietsch-Matzura, deutscher Schauspieler und Synchronsprecher (* 1969)
- 29. September: Larkin Malloy, US-amerikanischer Schauspieler (* 1954)

### Oktober bis Dezember
Oktober
- 00 Oktober: Xia Meng, chinesische Schauspielerin (* 1933)
- 01. Oktober: Edda Heiðrún Backman, isländische Schauspielerin (* 1957)
- 07. Oktober: Wolfgang Suschitzky, österreichisch-britischer Kameramann (* 1912)
- 08. Oktober: Giovanni Scognamillo, türkischer Filmkritiker und Schauspieler (* 1929)
- 08. Oktober: Pierre Tchernia, französischer Drehbuchautor, Filmregisseur, Produzent und Schauspieler (* 1928)
- 09. Oktober: Andrzej Wajda, polnischer Regisseur (* 1926)
- 11. Oktober: Patricia Barry, US-amerikanische Schauspielerin (* 1922)
- 13. Oktober: Dario Fo, italienischer Drehbuchautor und Schauspieler (* 1926)
- 13. Oktober: Tonino Valerii, italienischer Filmregisseur und Drehbuchautor (* 1934)
- 14. Oktober: Jean Alexander, britische Schauspielerin (* 1926)
- 14. Oktober: Pierre Étaix, französischer Regisseur, Schauspieler und Drehbuchautor (* 1928)
- 16. Oktober: Ted V. Mikels, US-amerikanischer Filmemacher, Drehbuchautor und Produzent (* 1929)
- 21. Oktober: Manfred Krug, deutscher Schauspieler und Sänger (* 1937)
- 21. Oktober: Janet Patterson, australische Kostümbildnerin und Artdirectorin (* 1956)
- 24. Oktober: Elfriede Rückert, deutsch-österreichische Schauspielerin (* 1918)
- 24. Oktober: Eugeniusz Rudnik, polnischer Komponist (* 1932)
- 24. Oktober: Claus Ulrich Wiesner, deutscher Drehbuchautor (* 1933)
- 25. Oktober: Margit Bara, ungarische Schauspielerin (* 1928)
- 26. Oktober: Michael Massee, US-amerikanischer Schauspieler (* 1955)
- 27. Oktober: Karl Heinz Oppel, deutscher Schauspieler und Synchronsprecher (* 1924)
- 30. Oktober: Tammy Grimes, US-amerikanische Schauspielerin (* 1934)
- 30. Oktober: Hans-Joachim Schlegel, deutscher Filmhistoriker, -kritiker und -publizist (* 1942)
- 31. Oktober: Wladimir Michailowitsch Seldin, russischer Schauspieler (* 1915)

November
- 05. November: John Carson, britischer Schauspieler (* 1927)
- 07. November: Leonard Cohen, kanadischer Komponist (* 1934)
- 08. November: Raoul Coutard, französischer Kameramann (* 1924)
- 10. November: Nikola Korabow, bulgarischer Regisseur, Drehbuchautor und Schauspieler (* 1928)
- 11. November: Robert Vaughn, US-amerikanischer Schauspieler (* 1932)
- 12. November: Lupita Tovar, mexikanische Schauspielerin (* 1910)
- 12. November: Jacques Werup, schwedischer Drehbuchautor (* 1945)
- 14. November: Janet Wright, kanadische Schauspielerin (* 1945)
- 17. November: Paul Kanut Schäfer, deutscher Drehbuchautor (* 1922)
- 19. November: Heribert Sasse, österreichischer Schauspieler (* 1945)
- 20. November: Ulf J. Söhmisch, deutscher Schauspieler und Synchronsprecher (* 1938)
- 20. November: Paul Sylbert, US-amerikanischer Artdirector und Szenenbildner (* 1928)
- 22. November: Peter Sumner, australischer Schauspieler (* 1942)
- 23. November: Andrew Sachs, deutsch-britischer Schauspieler und Synchronsprecher (* 1930)
- 23. November: Jerry Tucker, US-amerikanischer Kinderdarsteller (* 1925)
- 24. November: Florence Henderson, US-amerikanische Schauspielerin (* 1934)
- 24. November: Marianne Lindner, deutsche Schauspielerin (* 1922)
- 24. November: František Peterka, tschechischer Schauspieler (* 1922)
- 24. November: Jochen Schenck, deutscher Schauspieler und Hörspielsprecher (* 1929)
- 25. November: Ron Glass, US-amerikanischer Schauspieler (* 1945)
- 25. November: David Hamilton, britischer Kunstfotograf und Filmemacher (* 1933)
- 26. November: Fritz Weaver, US-amerikanischer Schauspieler (* 1926)
- 28. November: Georg Lhotsky, österreichischer Schauspieler, Regisseur, Drehbuchautor und Produzent (* 1937)
- 28. November: Van Williams, US-amerikanischer Schauspieler (* 1934)
- 30. November: Alice Drummond, US-amerikanische Schauspielerin (* 1928)

Dezember
- 02. Dezember: Gisela May, deutsche Schauspielerin (* 1924)
- 03. Dezember: Billy Chapin, US-amerikanischer Schauspieler (* 1943)
- 05. Dezember: J. Jayalalithaa, indische Schauspielerin (* 1948)
- 06. Dezember: Peter Vaughan, britischer Schauspieler (* 1923)
- 08. Dezember: Joseph Mascolo, US-amerikanischer Schauspieler (* 1929)
- 10. Dezember: Alberto Seixas Santos, portugiesischer Regisseur (* 1936)
- 12. Dezember: Claus Ryskjær, dänischer Schauspieler (* 1945)
- 13. Dezember: Alan Thicke, kanadischer Schauspieler (* 1947)
- 14. Dezember: Bernard Fox, britischer Schauspieler (* 1927)
- 14. Dezember: Jeremy Summers, britischer Regisseur und Drehbuchautor (* 1931)
- 18. Dezember: Zsa Zsa Gabor, US-amerikanisch-ungarische Schauspielerin (* 1917)
- 18. Dezember: Léo Marjane, französische Sängerin und Schauspielerin (* 1912)
- 20. Dezember: Klaus Dittmann, deutscher Schauspieler und Synchronsprecher (* 1939)
- 20. Dezember: Michèle Morgan, französische Schauspielerin (* 1920)
- 22. Dezember: Philip Saville, britischer Regisseur, Drehbuchautor, Produzent und Darsteller (* 1930)
- 24. Dezember: Gil Parrondo, spanischer Artdirector und Szenenbildner (* 1921)
- 24. Dezember: Liz Smith, britische Schauspielerin (* 1921)
- 25. Dezember: Sibylle Boden-Gerstner, deutsche Kostümbildnerin (* 1920)
- 25. Dezember: Sandra Giles, US-amerikanische Schauspielerin (* 1932)
- 25. Dezember: Eliseo Subiela, argentinischer Filmregisseur und Drehbuchautor (* 1944)
- 26. Dezember: Ricky Harris, US-amerikanischer Schauspieler (* 1962)
- 26. Dezember: Elvio Porta, italienischer Drehbuchautor und Regisseur (* 1945)
- 27. Dezember: Claude Gensac, französische Schauspielerin (* 1927)
- 27. Dezember: Carrie Fisher, US-amerikanische Schauspielerin (* 1956)
- 28. Dezember: Pierre Barouh, französischer Komponist und Regisseur (* 1934)
- 28. Dezember: Debbie Reynolds, US-amerikanische Schauspielerin, Sängerin und Tänzerin (* 1932)
- 30. Dezember: Tyrus Wong, US-amerikanischer Zeichner und Lithograf (* 1910)
- 31. Dezember: William Christopher, US-amerikanischer Schauspieler (* 1932)
- 31. Dezember: Dietz-Werner Steck, deutscher Schauspieler (* 1936)